# Susan B. Anthony

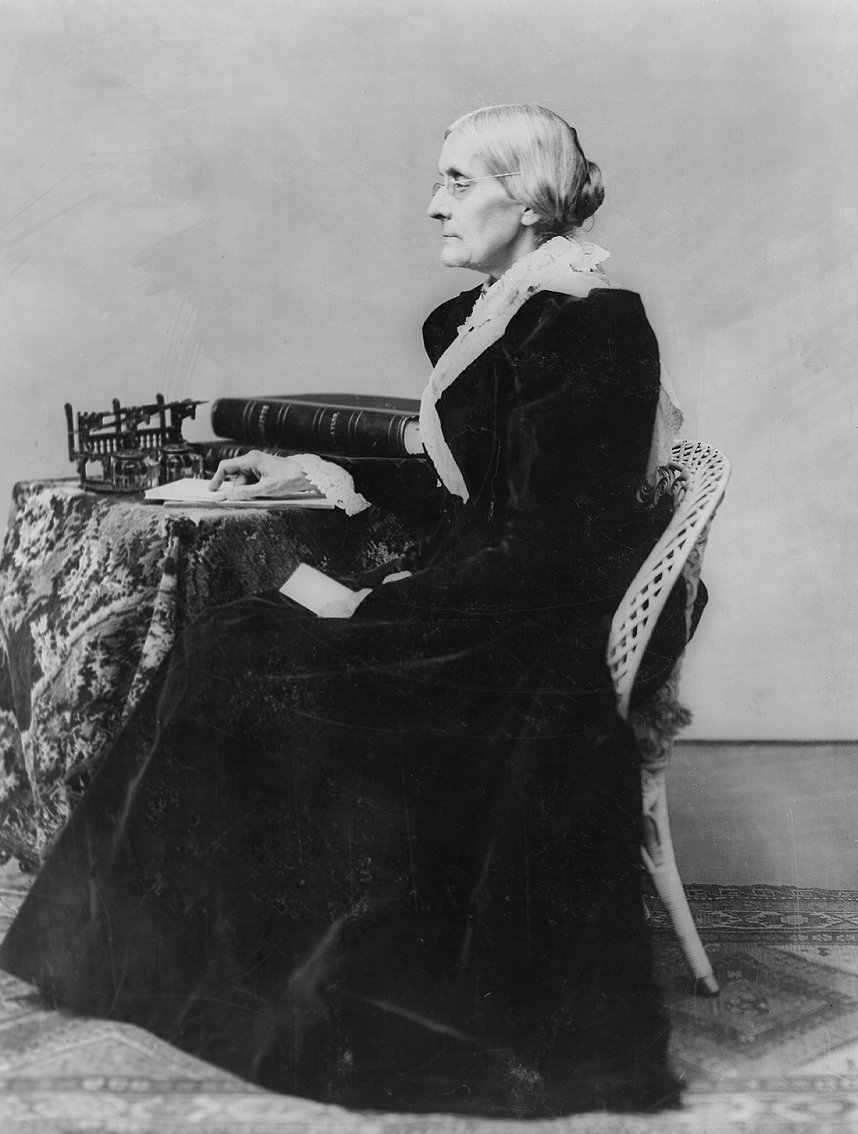
Susan B. Anthony, Fotografie von S.A. Taylor, um 1880

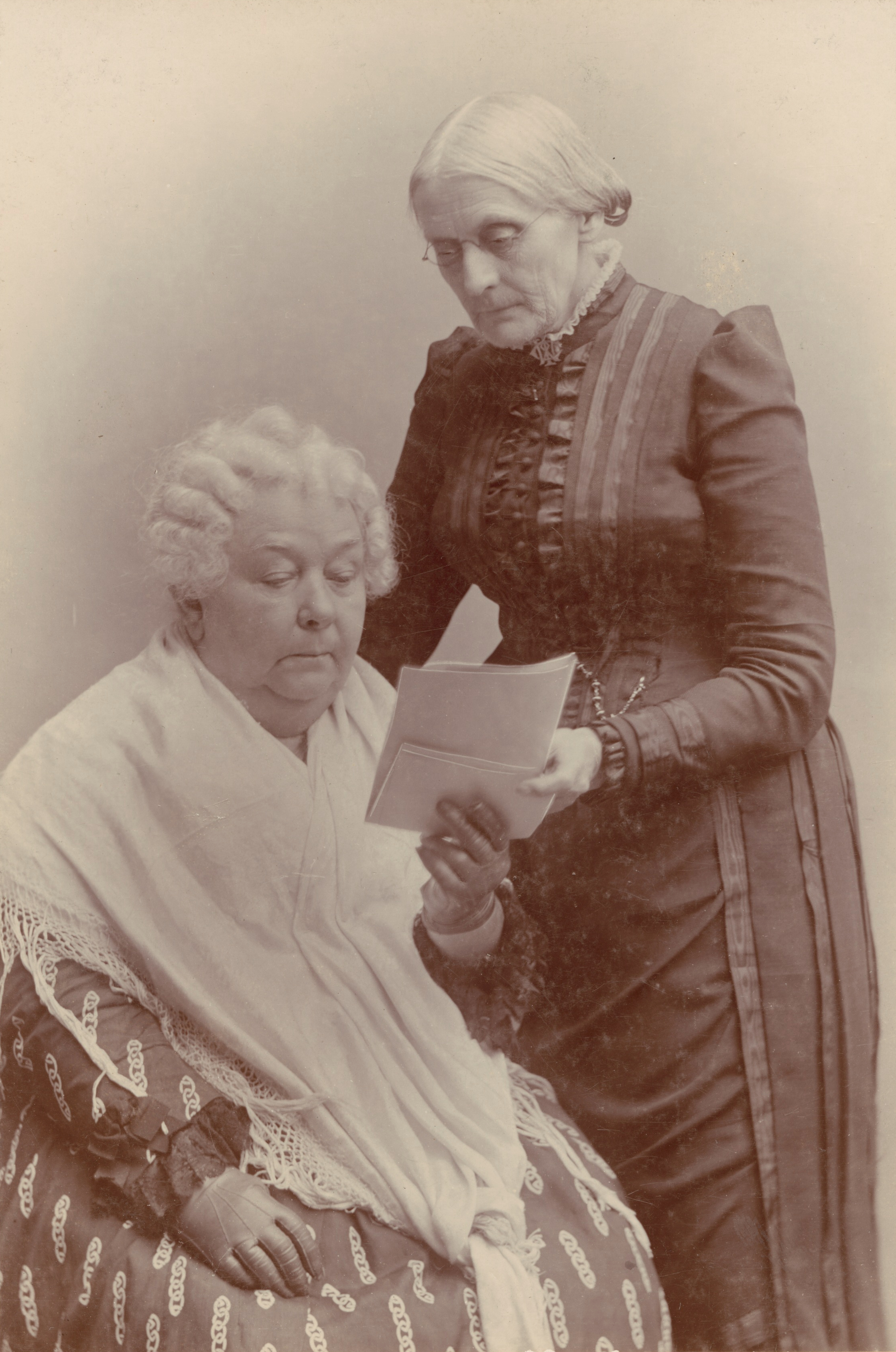
Susan B. Anthony (stehend) und Elizabeth Cady Stanton, Fotografie, um 1900, Sammlung Library of Congress

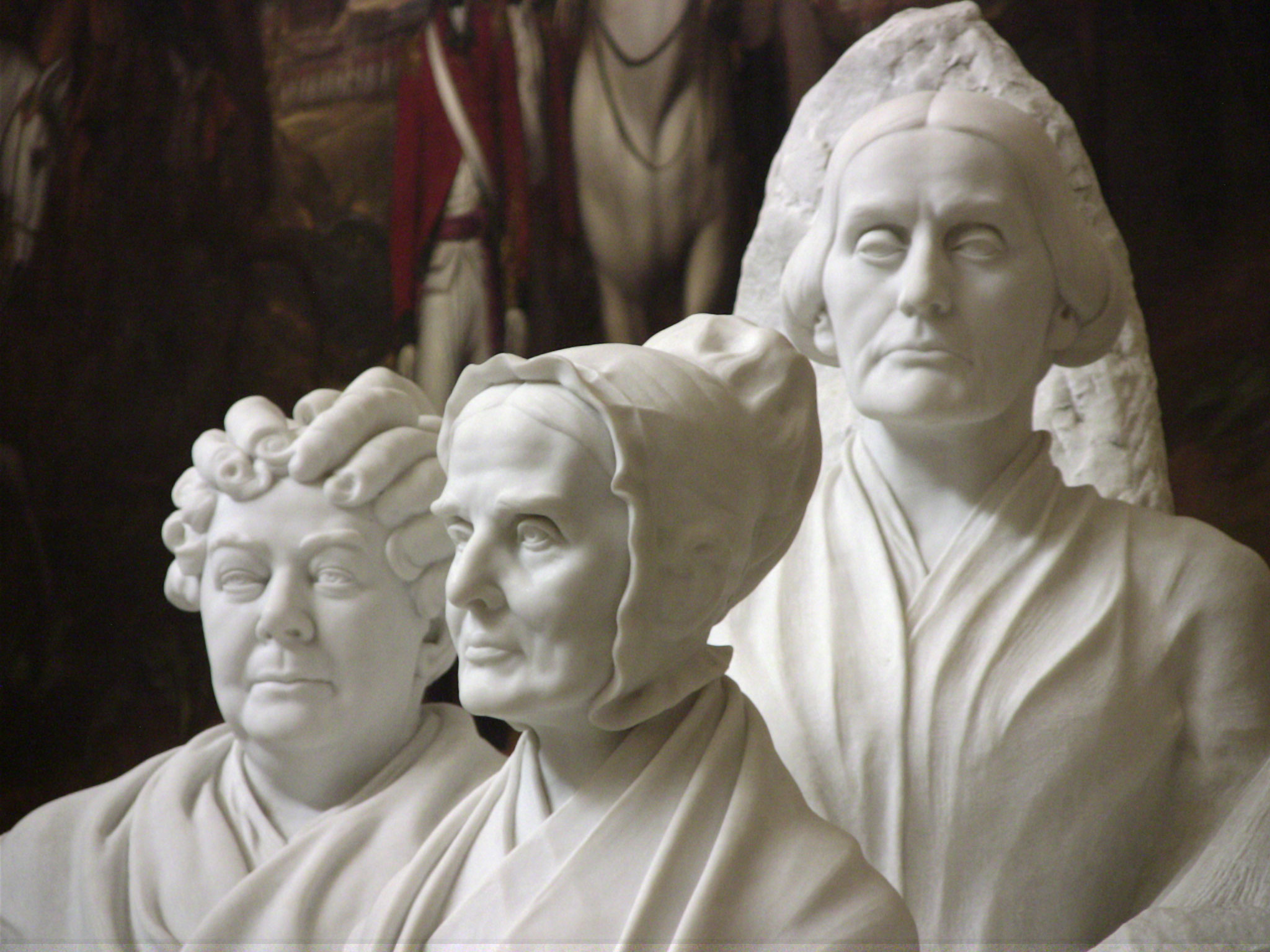
Denkmal der Pionierinnen der Frauenwahlrechtsbewegung, geschaffen von Adelaide Johnson; dargestellt sind (v. l. n. r.): Elizabeth Cady Stanton, Lucretia Mott und Susan B. Anthony. Es steht in der Rotunde des Kapitols.

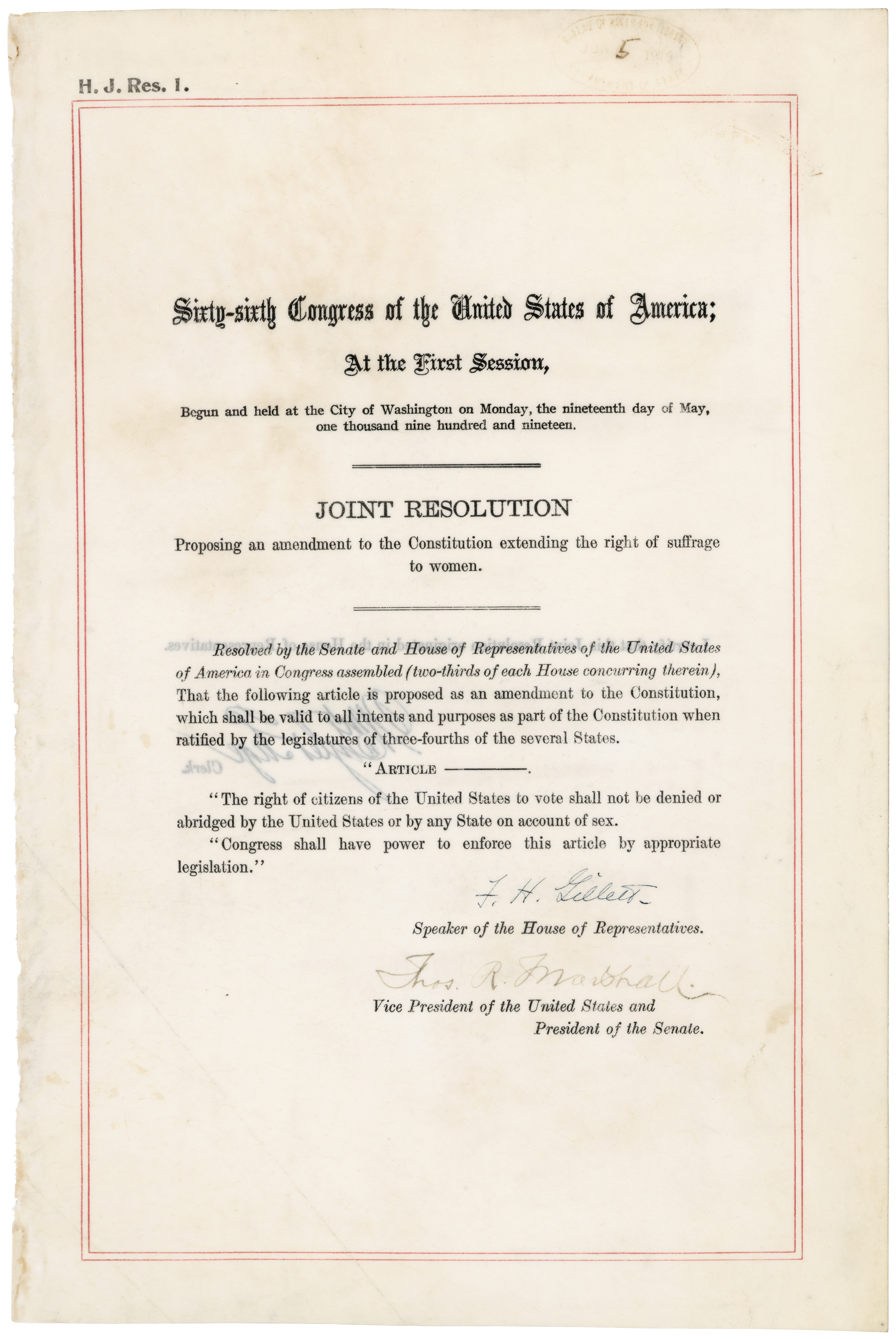
Der 19. Zusatzartikel zur Verfassung der Vereinigten Staaten (1920)

Susan Brownell Anthony (* 15. Februar 1820 in Adams, Massachusetts; † 13. März 1906 in Rochester, New York) war eine US-amerikanische Sozialreformerin und Frauenrechtsaktivistin, die eine herausragende Bedeutung in der Frauenwahlrechtsbewegung hatte. In eine Quäker-Familie hineingeboren, die der gesellschaftlichen Gleichheit verpflichtet war, sammelte sie schon im Alter von 17 Jahren Unterschriften für die „Anti-Sklaverei-Bewegung“. 1856 wurde sie die Agentin für die American Anti-Slavery Society im Staat New York.
1851 traf sie Elizabeth Cady Stanton, die ihre lebenslange Freundin und Mitarbeiterin bei den Aktivitäten für Gesellschaftsreformen wurde, primär im Feld der Frauenrechte. 1852 gründeten sie die „New York Women’s State Temperance Society“, nachdem Anthony daran gehindert worden war, auf einer Temperenzler-Konferenz zu reden, weil sie eine Frau war. 1863 begründeten sie die Women’s Loyal National League, die die bis dahin größte Unterschriftensammlung zu einer Petition in der Geschichte der Vereinigten Staaten durchführte; man sammelte 400.000 Unterschriften zur Unterstützung der Abschaffung der Sklaverei. 1866 initiierten sie die American Equal Rights Association, die für die Gleichberechtigung sowohl der Frauen wie der Afroamerikaner kämpfte. 1868 begannen sie mit der Herausgabe einer Zeitung für Frauenrechte, die sich The Revolution nannte. 1869 begründeten sie die National Woman Suffrage Association, die sich aus der Spaltung der Frauenbewegung ergab und die erst 1890 formell wieder „geheilt“ wurde, als sich ihre Organisation mit der Rivalin American Woman Suffrage Association zusammenschloss, um die National American Woman Suffrage Association zu bilden. In ihr war Anthony die treibende Kraft. Ab 1876 begannen Anthony und Stanton zusammen mit Matilda Joslyn Gage an der History of Woman Suffrage (Geschichte des Frauenwahlrechts) zu arbeiten, was sich schließlich zu einem sechsbändigen Werk entwickelte. Die Interessen von Anthony und Stanton gingen in ihren späten Jahren etwas auseinander, aber beide blieben eng befreundet.
1872 wurde Anthony verhaftet, weil sie in ihrer Heimatstadt Rochester gewählt hatte, und sie wurde in einem Aufsehen erregenden Gerichtsverfahren verurteilt. Obwohl sie sich weigerte, die Strafe zu zahlen, verzichteten die Behörden auf weiteres Vorgehen. 1878 erreichten Anthony und Stanton, dass im Kongress ein „Amendment“ (Zusatzartikel zur Verfassung der Vereinigten Staaten) vorgelegt wurde, das den Frauen das Wahlrecht gewähren sollte. Es wurde durch Senator Aaron Augustus Sargent (R-CA) eingebracht und wird bis heute Susan-B.-Anthony-Amendment genannt. Erst 1920 wurde es ratifiziert als 19. Amendment zur Verfassung der Vereinigten Staaten.
Anthony unterhielt zur Unterstützung des Frauenwahlrechts eine ausgedehnte Reisetätigkeit; sie hielt zwischen 75 und 100 Reden im Jahr und arbeitete bei vielen bundesstaatlichen Kampagnen mit. Sie arbeitete auch international für die Frauenrechte und spielte eine Hauptrolle bei der Schaffung des International Council of Women (Internationaler Frauenrat), der bis heute aktiv ist. Sie half auch dabei mit, den „Weltkongress Repräsentativer Frauen“ während der World’s Columbian Exposition (Weltausstellung in Chicago von 1893) zustande zu bringen.
Als sie mit ihrer Kampagne für Frauenrechte begann, wurde Anthony heftig kritisiert und es wurde ihr unterstellt, einen Versuch zur Zerstörung der Institution Ehe zu unternehmen. Während ihres langen Lebens änderte sich jedoch die öffentliche Meinung über sie radikal. Ihr 80. Geburtstag wurde im Weißen Haus auf Einladung des Präsidenten William McKinley gefeiert. Sie wurde die erste reale Frau, die auf einer Münze der Vereinigten Staaten abgebildet wurde, als ihr Porträt auf der Dollar-Münze von 1979 erschien.

## Frühes Leben

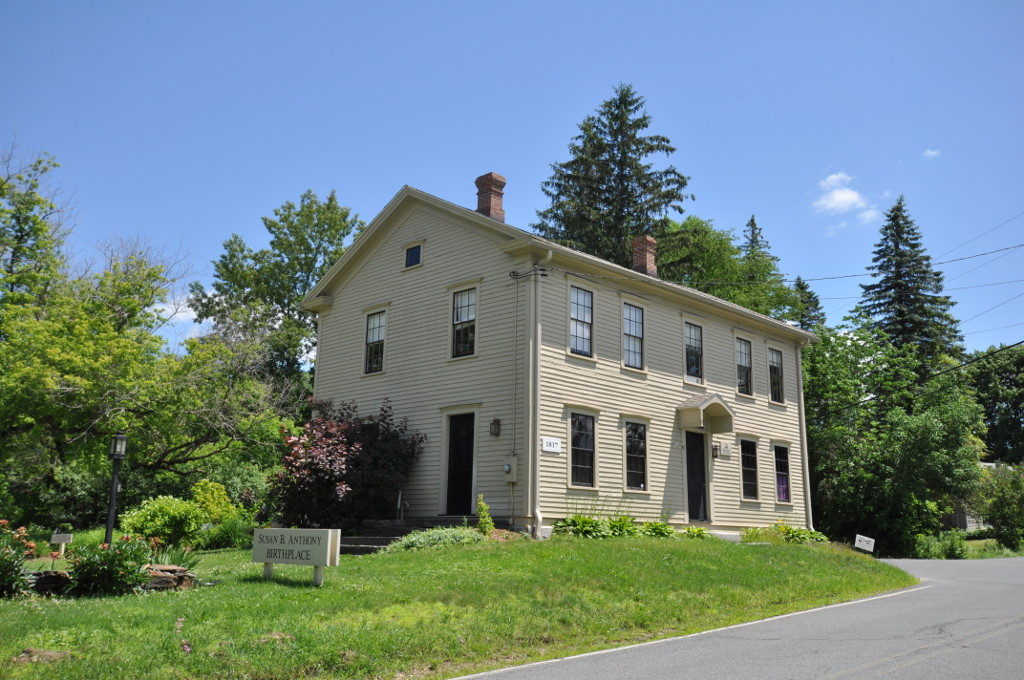
Geburtshaus von Susan B. Anthony in Adams

Susan B. Anthony war das zweite von sieben Kindern von Daniel Anthony und Lucy Read. Sie wurde nach ihrer mütterlichen Großmutter Susannah und nach der Schwester ihres Vaters Susan benannt. Später setzte sie den Mittelnamen Brownell (als B.) hinzu, weil ihre Tante einen Brownell geheiratet hatte.
Anthonys Vater war ein Befürworter des Abolitionismus und der Temperenzler. Als Quäker hatte er mit seiner traditionsverbundenen Gemeinde Probleme, weil er eine Methodistin geheiratet hatte. Anthonys Mutter erzog ihre Kinder in einer toleranteren Weise als es die Tradition der Quäker verlangte. Auch der Vater ermutigte alle Kinder, selbstständig zu werden und für sich selbst zu sorgen. Er lehrte sie die Grundsätze des Geschäftslebens und übertrug ihnen von klein auf Verantwortung.
Als Anthony sechs Jahre alt war, zog ihre Familie in den kleinen Ort Battenville, heute ein Teil von Greenwich im Staat New York, wo ihr Vater eine große Baumwollfabrik leitete. Als sie siebzehn Jahre alt war, wurde sie auf eine „Boarding School“ der Quäker in Philadelphia geschickt, fühlte sich aber dort nicht wohl und musste sie recht bald verlassen, als ihre Familie durch die Wirtschaftskrise von 1837 völlig ruiniert wurde. Von einem mütterlichen Onkel wurde die Familie vor dem Absturz ins Elend gerettet. Anthony verließ ihr Heim, um als Lehrerin an einer „Quäker-Boarding-School“ zu arbeiten.
1845 zog die Familie auf eine Farm im Randbereich von Rochester, die zum Teil vom Erbe von Anthonys Mutter gekauft war. Dort trafen sie sich häufig mit einer Gruppe anderer Quäker, die auch Gesellschaftreformer waren und 1848 eine neue Organisation begründeten, die sich „Congregational Friends“ nannte. Die Farm wurde ein sonntäglicher Versammlungsplatz für die örtlichen Aktivisten und Aktivistinnen. Darunter war Frederick Douglass, ein früherer Sklave und bekannter Abolitionist, der ein lebenslanger Freund von Anthony wurde. Die Anthony-Familie begann, wie es viele ihrer Freunde taten, Gottesdienste in der „First Unitarian Church of Rochester“ zu besuchen, die sich auch um Gesellschaftsreformen kümmerte.

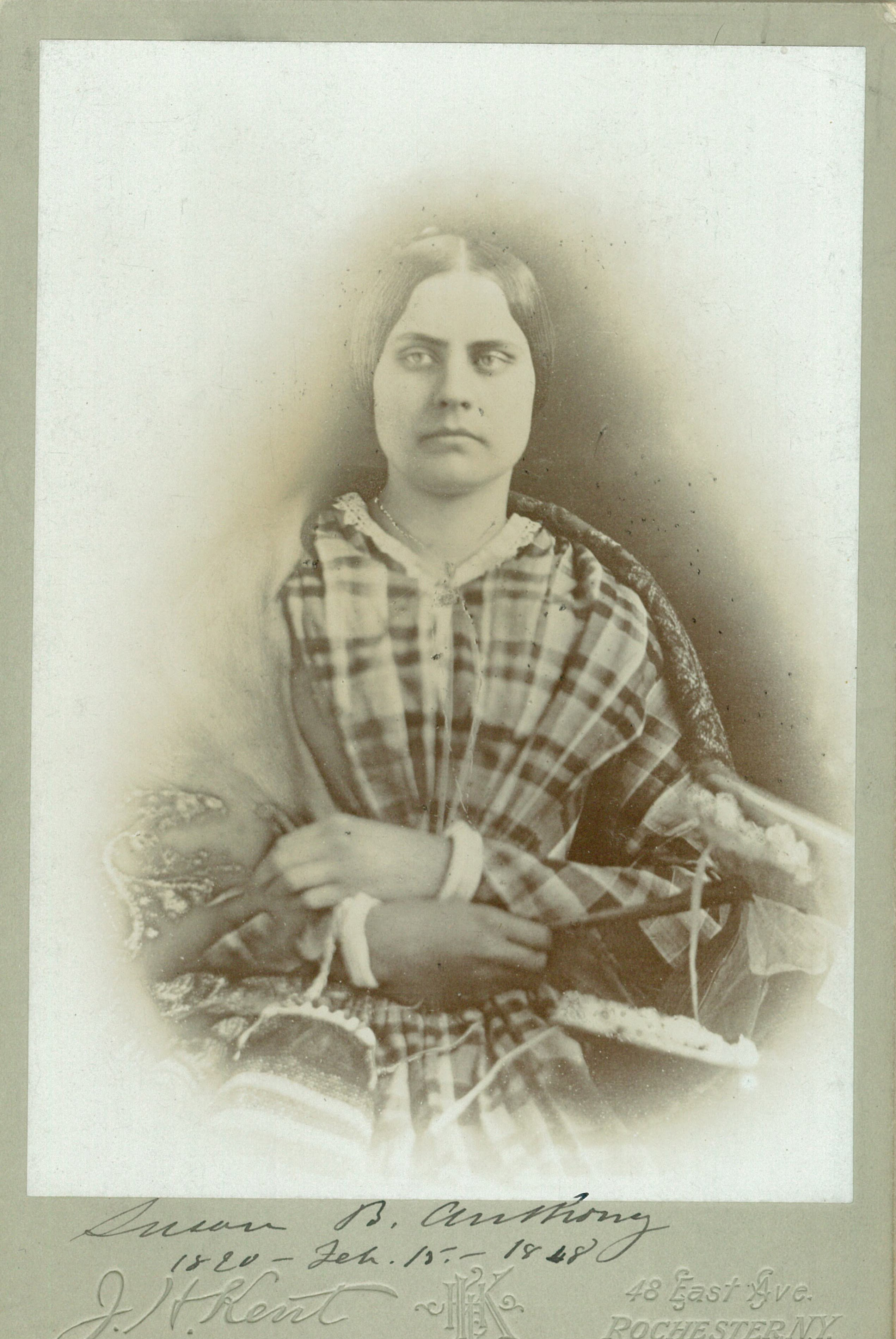
Rektorin Susan B. Anthony im Alter von 28 (1848)

Die Rochester Convention wurde 1848 in dieser Kirche abgehalten, inspiriert von der Seneca Falls Convention, der ersten Frauenrechts-Zusammenkunft, die zwei Wochen zuvor in der Nachbarstadt abgehalten worden war. Die Eltern Anthonys und ihre Schwester Mary besuchten diese Versammlung in Rochester und unterzeichneten dabei auch die Declaration of Sentiments.
Anthony konnte an keiner der zwei Conventions teilnehmen, weil sie 1846 nach Canajoharie, Staat New York, gezogen war, um Rektorin der weiblichen Abteilung der „Canajoharie Academy“ zu sein. Zu dieser Zeit änderte sie im Alter von 26 Jahren ihren Kleidungsstil (weg von der langweiligen Quäkerbekleidung) und ihre Sprechweise. Sie war an Reformen interessiert, vor allem war sie aber verstimmt, weil sie viel weniger Lohn bekam als die Männer in gleicher Position. Als diese Akademie 1849 schloss, übernahm Anthony die Leitung der Familienfarm in Rochester, damit der Vater sich mehr seinem Versicherungsgeschäft widmen konnte. Sie machte dies zwei Jahre lang, aber es zog sie immer mehr zur Reformarbeit hin. Die Eltern unterstützten sie und bald ging sie voll in ihrer Reformtätigkeit auf. Bis zum Ende ihres Lebens lebte sie fast vollständig von den Honoraren, die sie als Rednerin einnahm.

## Frühe gesellschaftliche Aktivitäten
Mit Energie und Entschlusskraft begann Anthony ihre Karriere als Sozialreformerin. Sie bildete sich in Reformangelegenheiten weiter und wurde dabei eher von den radikaleren Ideen angezogen, die Leute wie William Lloyd Garrison, George Thompson und Elizabeth Cady Stanton vertraten. Bald trug sie auch den umstrittenen Bloomer dress, der aus einer Art türkischer Pumphose bestand, die unter einem knielangen Kleid getragen wurde. Obwohl er vernünftiger war als die traditionellen schweren Kleider (mit Korsett), die über den Erdboden schleiften, gab sie ihn nach einem Jahr auf, weil er ihren Gegnern und Gegnerinnen die Möglichkeit gab, sich eher auf ihr Erscheinungsbild als auf ihre Ideen zu konzentrieren.

### Partnerschaft mit Elizabeth Cady Stanton

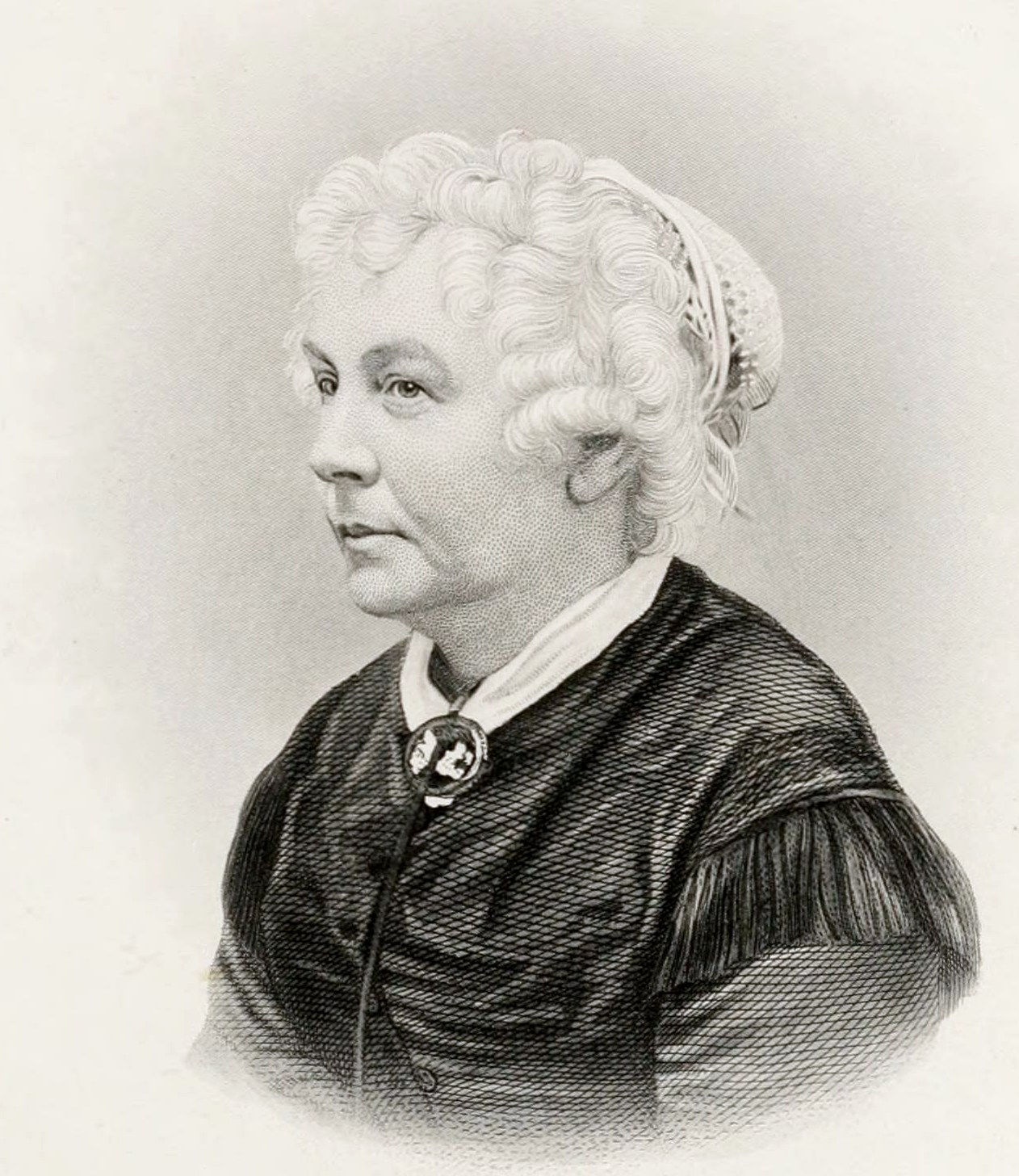
Elizabeth Cady Stanton

1851 lernten sich Anthony und Elizabeth Cady Stanton kennen, weil sie in Amelia Bloomer eine gemeinsame Bekannte hatten. Sie wurden bald enge Freundinnen und Teamarbeiterinnen. Sie gingen eine enge Beziehung ein, die denkwürdig für beide und für die Frauenbewegung als Ganzes war. Als die Stantons 1861 von Seneca Falls nach New York City zogen, war immer ein Zimmer für Anthony bereit – in jedem Haus, in das sie zogen. Einer ihrer Biographen schätzte, dass über ihr ganzes Leben hinweg Stanton mehr Zeit mit Anthony als mit irgendeinem anderen Erwachsenen, ihr Gatte eingeschlossen, verbracht hat.
Die Frauen hatten Fähigkeiten, die sich gegenseitig ergänzten. Anthony war gut im Organisieren, während Stanton eine Neigung zu intellektuellen Themen und zum Schreiben hatte. Anthony war mit ihrer eigenen Schriftstellerei unzufrieden und schrieb relativ wenig für die Veröffentlichung. Zitate von ihr kennt man fast nur aus Reden, Briefen und Tagebucheinträgen. Weil Stanton wegen ihrer sieben Kinder ans Haus gefesselt und Anthony unverheiratet war sowie die Freiheit zu reisen hatte, half Anthony ihr bei der Betreuung ihrer Kinder, während Stanton schrieb. Sie war praktisch ein Teil der Familie. Stanton selbst sagte einmal über ihre Zusammenarbeit: „I forged the thunderbolts, she fired them.“ (deutsch: „Ich schmiedete die Blitze, sie feuerte sie ab.“)

### Aktivität als Temperenzlerin
Die Abstinenz von alkoholischen Getränken war ein großes Thema der Frauenrechtsbewegung zu jener Zeit, denn vom Gesetz her hatte der Ehemann die komplette Kontrolle über die Familie und deren Finanzen. Eine Frau mit einem betrunkenen Mann hatte wenig legale Möglichkeiten, sogar wenn sein Alkoholismus die Familie ins Elend stürzte und er sie und ihre Kinder quälte. Falls sie eine Scheidung erreichte, was schwierig war, konnte er auf leichte Weise die Betreuung der Kinder durchsetzen.
Während sie in Canajoharie lehrte, schloss sich Anthony den „Daughters of Temperance“ am und hielt ihre erste öffentliche Rede auf einem ihrer Treffen. 1852 wurde sie als Delegierte zu einer „State Temperance Convention“ gewählt, durfte dort aber nicht reden, denn Frauen sollten nur anwesend sein, um zuzuhören und zu lernen. Anthony und andere Frauen verließen die Versammlung und organisierten in kurzer Zeit in Rochester eine „Women’s State Temperance Society“, mit Stanton als Präsidentin und Anthony als Agentin für den Bundesstaat.
Anthony und ihre Mitarbeiterinnen sammelten 20.000 Unterschriften unter einer Petition für ein Gesetz, das den Verkauf von Alkohol im Staat New York verbieten sollte. Sie organisierte eine Anhörung über das Gesetz vor dem Parlament von New York, die erste, die von einer Frauengruppe initiiert worden war. Bei der Versammlung der Organisation im folgenden Jahr attackierten konservative Mitglieder Stantons Standpunkt, dass die Frau eines Alkoholikers das Recht zur Scheidung erhalten sollte. Stanton wurde als Präsidentin abgewählt, woraufhin sie und Anthony aus der Organisation austraten.
Im Jahr 1853 besuchte Anthony die „World’s Temperance Convention“ in New York City, die sich während dreier chaotischer Tag in einem Streit darüber festfuhr, ob es Frauen erlaubt sein sollte, in ihr zu reden. Jahre später stellte Anthony fest:
„No advanced step taken by women has been so bitterly contested as that of speaking in public. For nothing which they have attempted, not even to secure the suffrage, have they been so abused, condemned and antagonized.“
(deutsch: Kein Schritt nach vorn, der von Frauen gemacht wurde, ist so erbittert bekämpft worden wie das öffentliche Reden. Für nichts, was sie versucht haben, nicht einmal für die Sicherung des Wahlrechts, sind sie so missbraucht, verdammt und angefeindet worden.")
Nach dieser Episode konzentrierte Anthony ihre Energie auf den Abolitionismus und die Aktivitäten zu den Frauenrechten.

### Lehrerkongresse
Als Anthony 1853 auf dem Treffen der „New York State Teachers’ Association“ reden wollte, entfachte ihr Versuch eine halbstündige Debatte unter den Männern, ob es angemessen für Frauen sei, in der Öffentlichkeit zu reden. Bei der „Teachers' Convention“ von 1857 schlug sie eine Resolution vor, die die Zulassung von Schwarzen an Public Schools und Colleges verlangte. Dies wurde aber abgelehnt, da es „not a proper subject for discussion“ (deutsch: kein angemessener Diskussionsgegenstand) sei. Als sie eine andere Resolution einbrachte, die forderte, dass Knaben und Mädchen auf allen Stufen, einschließlich der Colleges, gemeinsam unterrichtet werden sollten, war man stark dagegen und sie wurde entschieden abgelehnt. Ein Gegner nannte die Idee „a vast social evil... the first step in the school which seeks to abolish marriage, and behind this picture I see a monster of social deformity.“ (deutsch: „ein großes gesellschaftliches Übel... der erste Schritt in der Schule, der die Ehe zu beseitigen versucht, und hinter diesem Szenario sehe ich ein Ungeheuer an gesellschaftlicher Fehlentwicklung.“) Anthony fuhr mehrere Jahre fort, auf den „State Teachers' Conventions“ zu sprechen, indem sie immer wieder gleichen Lohn für die Lehrerinnen forderte und dass diese sich innerhalb der Organisation als Vorstands- und Ausschussmitglieder engagieren sollten.

### Frühe Aktivitäten zu Frauenrechten
Anthonys Arbeit für die Frauenwahlrechtsbewegung begann zu einem Zeitpunkt, als diese Bewegung schon eine gewisse Bedeutung erlangt hatte. Stanton hatte 1848 bei der Organisation der „Seneca Falls Convention“ mitgeholfen, einem lokalen Ereignis, das die erste „Women’s Rights Convention“ wurde. 1850 wurde in Worcester (Massachusetts) die erste einer Serie von National Women’s Rights Conventions abgehalten. Im Jahr 1852 besuchte Anthony ihre erste „National Women’s Rights Convention“, die in Syracuse (New York) stattfand. Dort war sie schon eine der Schriftführerinnen der Convention. Ida Husted Harper, Anthonys autorisierte Biographin, meinte dazu:
Miss Anthony came away from the Syracuse convention thoroughly convinced that the right which woman needed above every other, the one indeed which would secure to her all others, was the right of suffrage.
(deutsch: „Miss Anthony reiste von der Syracus Convention ab mit der grundlegenden Überzeugung, dass das Recht, das die Frauen mehr als jedes andere brauchten, das eine, das in der Tat alle weiteren für sie sichern würde, das Recht auf Beteiligung an politischen Wahlen war.“)
Das Wahlrecht für Frauen wurde jedoch mehrere Jahre lang nicht der Schwerpunkt ihrer Arbeit. Ein Haupthindernis für die Frauenbewegung war der Geldmangel. Wenige Frauen hatten zu dieser Zeit eine eigene Einkommensquelle, und sogar jene mit einer Anstellung waren gesetzlich gezwungen, ihr Gehalt den Ehemännern zu überlassen. Teilweise durch die Bemühungen der Frauenbewegung war 1848 in New York ein Gesetz erlassen worden, das einige Rechte für verheiratete Frauen anerkannte; aber dieses Gesetz war begrenzt. 1853 arbeitete Anthony mit William Henry Channing, ihrem aktiven unitaristischen Pastor, zusammen, um eine Convention in Rochester zu organisieren, die eine bundesstaatliche Kampagne für verbesserte Eigentumsrechte der verheirateten Frauen starten sollte. Anthony sollte sie leiten. Sie führte ihre Vortrags- und Petitionskampagne in fast jedem County des Staats New York durch, also während des Winters von 1855 trotz der Schwierigkeiten des Reisens mit Pferdekutsche in verschneiter Landschaft.
Als sie die Petitionen dem „New York State Senate Judiciary Committee“ vorlegte, teilten ihr die Mitglieder mit, dass Männer zurzeit das unterdrückte Geschlecht seien, weil sie solche Dinge taten wie den Frauen die besten Plätze in den Kutschen zu überlassen. Bei der Feststellung, dass in manchen Fällen sowohl Ehemann wie Ehefrau unterschrieben hatten (statt nur der Ehemann, der für beide unterzeichnete, wie es Standard war), empfahl das Komitee in seinem offiziellen Bericht auf sarkastische Weise, dass die Petenten ein Gesetz wünschten, das die Männer in solchen Ehen ermächtigte, Unterröcke zu tragen, und die Frauen dazu, Hosen anzuziehen. Die Kampagne hatte 1860 schließlich Erfolg, als der Gesetzgeber ein verbessertes „Married Women’s Property Act“ (Gesetz über das Eigentum verheirateter Frauen) verabschiedete, das den verheirateten Frauen das Recht auf eigenen Besitz, zum Abschluss eigener Verträge und zur Übernahme der Betreuung ihrer Kinder (zusammen mit dem Vater) gab. Der Gesetzgeber nahm jedoch 1862 vieles in diesem Gesetz wieder zurück, in einem Zeitraum, als die Frauenbewegung größtenteils wegen des Bürgerkriegs untätig war.
Die Frauenbewegung war zu jener Zeit locker strukturiert, es gab wenige bundesstaatliche Organisationen und keine nationale Organisation, außer dem Koordinationskomitee, das die jährlichen „Conventions“ vorbereitete. Lucy Stone, die viel Organisationsarbeit für die nationalen Conventions geleistet hatte, ermutigte Anthony, einiges an Verantwortung zu übernehmen. Anthony wollte anfangs nicht, denn sie glaubte, im Bereich der Anti-Sklaverei-Bewegung würde sie mehr gebraucht werden. Nachdem sie eine Reihe von Anti-Sklaverei-Treffen im Winter 1857 organisiert hatte, erzählte sie einer Freundin: „The experience of the last winter is worth more to me than all my temperance and woman’s rights work, though the latter were the school necessary to bring me into the antislavery work.“ (deutsch: Die Erfahrung des vergangenen Winters ist für mich wertvoller als all meine Temperenzler- oder Frauenrechtsarbeit, obwohl letztere die notwendige Schule war, um mich in diese Anti-Sklaverei-Arbeit hineinzubringen.")
Während einer Planungssitzung für die 1858er „Women’s Rights Convention“ teilte Stone, die kurz zuvor entbunden hatte, ihr mit, dass die neue Verantwortung für die Familie sie daran hindern würde, Conventions zu organisieren, bis eben ihre Kinder älter wären. Anthony übernahm den Vorsitz bei der 1858er Convention, und als das Planungskomitee für die National Conventions reorganisiert wurde, wurde Stanton dessen Vorsitzende und Anthony die Schriftführerin. Anthony fuhr zu dieser Zeit aber fort, sich intensiv um die Anti-Sklaverei-Arbeit zu kümmern.

### Aktivitäten gegen die Sklaverei

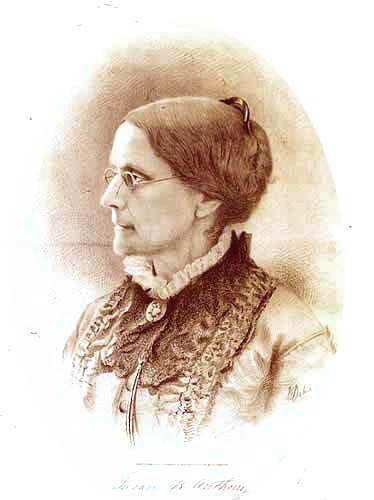
Susan B. Anthony

1851 hatte Anthony eine Schlüsselrolle bei der Organisation der „Anti-Slavery Convention“ in Rochester. Sie war auch ein Teil der Underground Railroad. Ein Eintrag in ihrem Tagebuch von 1861 lautet: „Fitted out a fugitive slave for Canada with the help of Harriet Tubman.“ (deutsch: „Einen flüchtigen Sklaven mit Hilfe von Harriet Tubman ausgestattet.“)
1856 erklärte sich Anthony bereit, im Staat New York Agentin für die „American Anti-Slavery Society“ zu werden, allerdings mit dem gegenseitigen Einvernehmen, dass sie auch mit ihrer Werbung für Frauenrechte fortfahren dürfe. Anthony organisierte „Anti-Slavery Meetings“ im gesamten Staat unter Bannern, die lauteten: „No compromise with slaveholders. Immediate and Unconditional Emancipation.“ (deutsch: Kein Kompromiss mit den Sklavenhaltern. Sofortige und bedingungslose Befreiung.") Sie entwickelte einen Ruf der Furchtlosigkeit für ihre Fähigkeit, die Störungsversuche in ihren Treffen kaltblütig „niederzustarren“. Aber am Vorabend des Bürgerkriegs wurde die Opposition überwältigend. Zu Beginn des Jahres 1861 verhinderten Aktionen des Mobs ihre Treffen in jeder Stadt von Buffalo bis Albany. In Rochester musste die Polizei sie und andere Redner vom Vortragsgebäude zur eigenen Sicherheit wegbringen. Eine Lokalzeitung berichtet, dass in Syracuse „rotten eggs were thrown, benches broken, and knives and pistols gleamed in every direction.“ (deutsch: „verfaulte Eier wurden geworfen, Bänke zerbrochen und Messer und Pistolen blinkten in allen Richtungen.“)
Anthony entwickelte die Vision einer rassemäßig integrierten Gesellschaft, die für eine Zeit radikal war, als die Abolitionisten die Frage diskutierten, was aus den Sklaven werden solle, wenn sie befreit wären, und Personen wie Abraham Lincoln die Afroamerikaner aufriefen, sich in die neu eingerichteten Kolonien in Afrika verschiffen zu lassen.
In einer Rede von 1861 sagte dagegen Anthony:
Let us open to the colored man all our schools … Let us admit him into all our mechanic shops, stores, offices, and lucrative business avocations … let him rent such pew in the church, and occupy such seat in the theatre … Extend to him all the rights of Citizenship.
(deutsch: „Lasst uns dem Farbigen alle unser Schulen öffnen … Lasst uns ihm den Zugang geben zu all unseren Handwerksbetrieben, Geschäften, Büros und einträglichen Geschäftsmöglichkeiten … Lasst ihn einen Sitz in der Kirche mieten und einen Sitz im Theater einnehmen … Gewährt ihm alle Bürgerrechte.“)
Die relativ kleine Frauenrechtsbewegung jener Zeit war eng mit der „American Anti-Slavery Society“ verbunden, die von William Lloyd Garrison geführt wurde. Die Frauenbewegung hing ganz stark von den Ressourcen der Abolitionisten ab, wenn sie in ihren Zeitungen Artikel veröffentlichte und einige der Finanzierungen von den Abolitionisten geleistet wurden. Es gab jedoch auch Spannungen zwischen den Führerinnen der Frauenbewegung und den männlichen Abolitionisten, die trotz ihrer Unterstützung für erweiterte Frauenrechte glaubten, dass eine kraftvolle Kampagne für die Rechte der Frau die Kampagne gegen die Sklaverei überlagern würde. Als Anthony im Jahr 1860 eine Frau beschützte, die von ihrem übergriffigen Ehemann geflohen war, bestand Garrison darauf, dass die Frau ihr Kind, das sie mitgebracht hatte, hergeben sollte. Er wies darauf hin, dass das Gesetz dem Ehemann die vollständige Kontrolle über seine Kinder gewährte. Anthony erinnerte Garrison daran, dass er unter Verletzung von Gesetzen den Sklaven die Flucht nach Kanada ermöglichte und sagte: „Well, the law which gives the father ownership of the children is just as wicked and I'll break it just as quickly.“ (deutsch: „Nun, das Gesetz, das dem Vater das Eigentum an den Kindern gibt, ist genau so schlimm und ich werde es genau so schnell brechen.“)
Als Stanton eine Resolution bei der „National Woman’s Rights Convention“ des Jahres 1860 einbrachte, die mildere Scheidungsgesetze befürwortete, opponierte der führende Abolitionist Wendell Phillips nicht nur dagegen, sondern versuchte sie von der Tagesordnung entfernen zu lassen. Als Stanton, Anthony und andere einen Gesetzesantrag an das Parlament des Staates New York unterstützten, der die Scheidung erlauben sollte, falls die Frau verlassen oder unmenschlich behandelt würde, führte Horace Greeley, ein abolitionistischer Zeitungsherausgeber, auf den Seiten seiner Zeitung den Kampf dagegen.
Garrison, Phillips und Greeley hatten wertvolle Hilfe für die Frauenbewegung geleistet. In einem Brief an Lucy Stone sagte Anthony: The Men, even the best of them, seem to think the Women’s Rights question should be waived for the present. So let us do our own work, and in our own way. (deutsch: Die Männer, sogar die besten von ihnen, scheinen zu denken, dass die Frauenrechtsfrage gegenwärtig abwartend behandelt werden sollte. So lasst uns selbst unsere eigene Arbeit tun und auf unsere Weise.")

## „Women’s Loyal National League“
Anthony und Stanton organisierten 1863 die Women’s Loyal National League, die das Ziel hatte, ein „Amendment“ (Zusatzartikel) zur Verfassung der Vereinigten Staaten zu erkämpfen, das die Sklaverei beseitigen sollte. Es war die erste nationale politische Frauenorganisation in den Vereinigten Staaten. Mit einem der umfangreichsten nationalen Petitionsverfahren bis dahin sammelte die „League“ rund 400.000 Unterschriften zur Abschaffung der Sklaverei ein. Dieser Petitionsvorgang half entscheidend mit bei der Verabschiedung des 13. Amendments, das der Sklaverei ein Ende setzte. Anthony war die Hauptorganisatorin bei der Durchführung, die es erforderlich machte, um die 2000 Unterschriftensammler zu rekrutieren und zu koordinieren.
Die „League“ war für die Frauenbewegung eine Art Instrument, um den Kampf gegen die Sklaverei mit dem Kampf für Frauenrechte zu verbinden, indem man die Öffentlichkeit daran erinnerte, dass das Einbringen von Petitionen das einzige „politische Werkzeug“ für Frauen war, zu einer Zeit, in der nur Männer wählen durften. Sie hatte rund 5.000 Mitglieder und half dabei, eine neue Generation von weiblichen Führungskräften zu entwickeln, indem sich nicht nur für Stanton und Anthony Erfahrung und Anerkennung ergaben, sondern auch für Neulinge wie Anna Dickinson, eine begabte Rednerin in jugendlichem Alter. Die „League“ zeigte deutlich auf, welchen Wert eine formale Vereinsstruktur für eine Frauenbewegung hatte, die bis dahin nicht mehr als nur lose organisiert sein wollte. Das weitgespannte Netzwerk von aktiven Frauen, das der „League“ assistierte, erweiterte den Vorrat an Talenten, die für die Reformvorhaben, einschließlich der Frauenwahlrechtsbewegung, verfügbar waren.

## „American Equal Rights Association“ (AERA)
Anthony verbrachte 1865 acht Monate in Kansas bei ihrem Bruder Daniel, um ihm bei seinem Zeitungsprojekt zu helfen. Sie fuhr zurück in den Osten, als sie erfuhr, dass ein Amendment vorgeschlagen worden war, das den Afroamerikanern das Bürgerrecht sichern, aber auch zum ersten Mal das Wort „männlich“ in die Verfassung einbringen würde. Anthony unterstützte das Bürgerrecht für Schwarze, opponierte jedoch gegen jeden Versuch, dieses mit einer Verminderung des Status der Frauen zu verbinden. Ihre Verbündete Stanton stimmte darin mit ihr überein und sagte: „If that word 'male' be inserted, it will take us a century at least to get it out.“ (deutsch: „Wenn das Wort 'männlich' eingefügt ist, wird es uns mindestens ein Jahrhundert kosten, es wieder zu entfernen.“)
Anthony und Stanton bemühten sich, die Frauenrechtsbewegung zu beleben, die während des Bürgerkriegs fast eingeschlafen war. 1866 organisierten sie die elfte National Women’s Rights Convention, die erste seit dem Beginn des Kriegs. Die Convention stimmte einstimmig dafür, sich in die American Equal Rights Association (AERA) zu verwandeln und nahm damit eine Resolution von Anthony an. Der Zweck des neuen Verbandes war der Kampf für die Gleichberechtigung aller Bürger, besonders hinsichtlich des Wahlrechts. Zu den führenden Köpfen dieses neuen Verbands gehörten solch prominente Aktivisten und Aktivistinnen wie Lucretia Mott, Lucy Stone und Frederick Douglass. Dem Bestreben nach dem Allgemeinem Wahlrecht wurde jedoch von einigen abolitionistischen Führern und deren Freunden in der Republikanischen Partei widersprochen, denn man wollte, dass die Frauen ihren Kampf ums Wahlrecht bis zu dem Zeitpunkt zurückstellen sollten, an dem dieses Recht für die männlichen Afroamerikaner erreicht worden sei. Horace Greeley, ein prominenter Zeitungsherausgeber, sagte Anthony und Stanton: „This is a critical period for the Republican Party and the life of our Nation... I conjure you to remember that this is 'the negro's hour,' and your first duty now is to go through the State and plead his claims.“ (deutsch: „Dies ist eine kritische Periode für die Republikanische Partei und das Leben der Nation... Ich beschwöre Sie, sich daran zu erinnern, dass dies die 'Stunde des Negers' ist und es Ihre erste Pflicht ist, durch das Land zu ziehen und seine Ansprüche zu vertreten.“) Anthony und Stanton weigerten sich, ihr Verlangen zurückzustellen und fuhren fort, für das Allgemeine Wahlrecht zu werben.
1867 führte die AERA eine Kampagne in Kansas für Referenden durch, die sowohl für Afroamerikaner wie für Frauen das Wahlrecht verlangten. Wendell Phillips, ein abolitionistscher Führer, der gegen die Vermischung dieser zwei Fälle war, blockierte die Finanzierung, die die AERA für ihre Kampagne erwartet hatte. Nach einem internen Kampf entschieden die Republikaner in Kansas, nur das Wahlrecht für schwarze Männer zu unterstützen und bildeten ein „Anti Female Suffrage Committee“ (Komitee gegen das Frauenwahlrecht), Am Ende des Sommers war die AERA-Kampagne fast zusammengebrochen und deren Finanzierung war erschöpft. Anthony und Stanton riefen einen Sturm an Auseinandersetzungen hervor, als sie während der letzten Tage der Kampagne Hilfe von George Francis Train annahmen, einem wohlhabenden Geschäftsmann, der die Frauenrechte unterstützte. Train stieß viele Aktivisten und Aktivistinnen vor den Kopf, weil er die Republikanische Partei angriff und offen die Integrität und Intelligenz der Afroamerikaner herabsetzte. Es gibt jedoch die berechtigte Annahme, dass Anthony und Stone hofften, den wankelmütigen Train von den schlimmsten Rassismusvorstellungen abzubringen, und dass er schon auf dem besten Weg dazu war.
Nach der Kansas-Kampagne spaltete sich die AERA zunehmend in zwei Flügel, die beide das Allgemeine Wahlrecht erstrebten, aber mit unterschiedlicher Vorgehensweise. Der eine Flügel, repräsentiert durch Lucy Stone, war willens, den schwarzen Männern das Wahlrecht zuerst zu geben, und er wünschte, die engen Bindungen zur Republikanischen Partei und der Abolitionismus-Bewegung beizubehalten. Der andere Flügel, dessen führende Vertreterinnen Anthony und Stanton waren, blieb dabei, dass Frauen und schwarze Männer zur gleichen Zeit zur Wahl zugelassen würden. Man arbeitete auf eine politisch unabhängige Frauenbewegung hin, die nicht mehr länger von den Abolitionisten abhängig war. Die AERA löste sich im Mai 1869 tatsächlich nach einem erbittert geführten Treffen auf, und im Nachgang wurden zwei konkurrierende Frauenwahlrechts-Organisationen gegründet.

## „The Revolution“

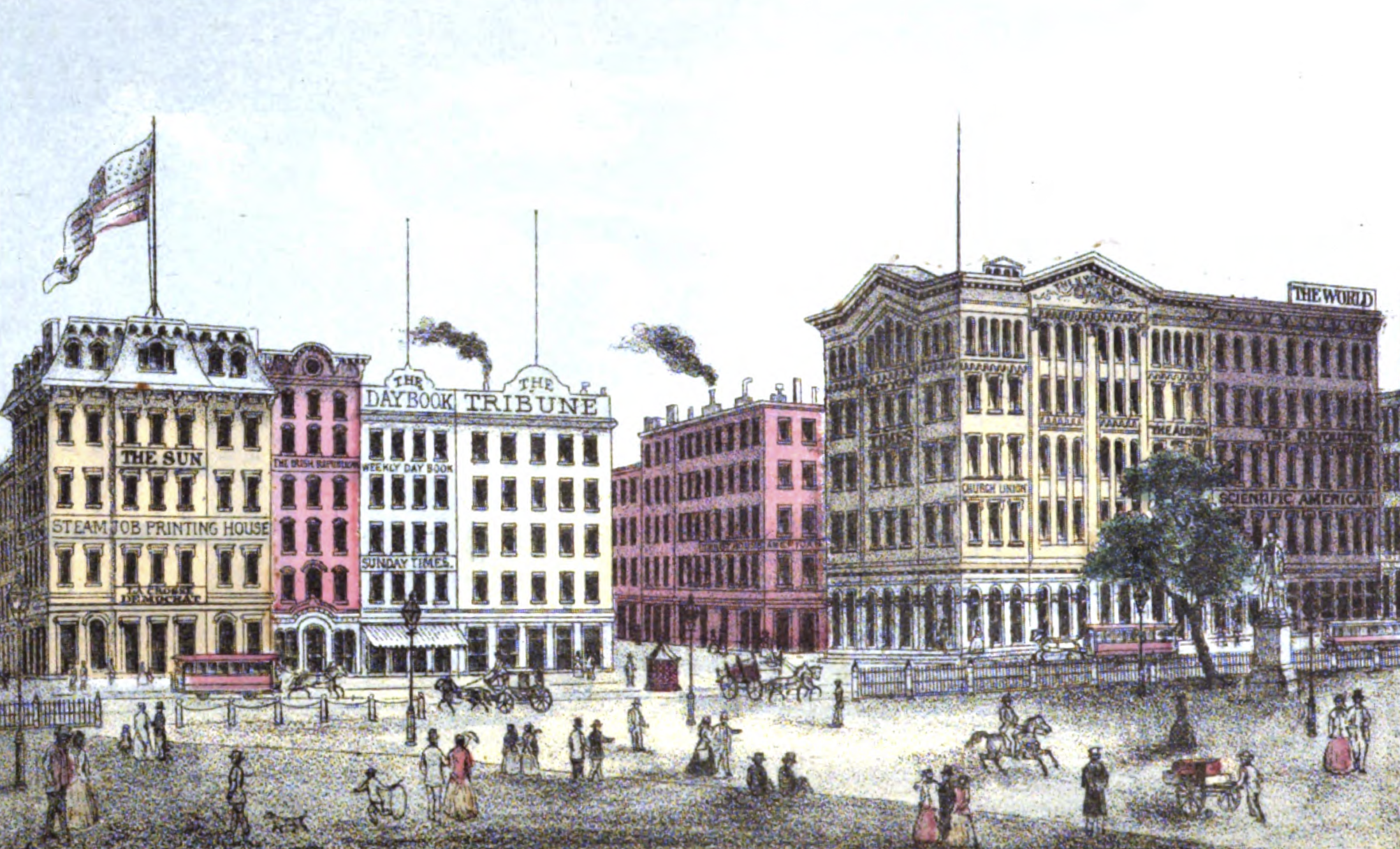
„Printing House Square“ in Manhattan (1868), Das Zeichen für das Büro des Blattes The Revolution ist äußerst rechts unterhalb von The World und oberhalb von Scientific American.

Anthony und Stanton begannen 1868 in New York City ein wöchentliches Nachrichtenblatt zu publizieren, das sich The Revolution nannte. Es konzentrierte sich auf Frauenrechte, besonders auf das Wahlrecht für Frauen. Aber es behandelte auch andere Themen, wozu die Politik, die Arbeiterbewegung und die Finanzwelt gehörten. Sein Motto war: „Men, their rights and nothing more: women, their rights and nothing less.“ (deutsch: „Männer, ihre Rechte und nichts mehr: Frauen, ihre Rechte und nichts weniger.“)
Eines seiner Ziele war es, ein Forum zu schaffen, in dem Frauen aus unterschiedlicher Perspektive ihre Meinungen über Schlüsselthemen austauschen konnten. Anthony managte die geschäftliche Seite des Blattes, während Stanton die Mitherausgeberin zusammen mit Parker Pillsbury war, einem Abolitionisten und Unterstützer der Frauenrechte. Die Auftaktfinanzierung wurde von George Francis Train geleistet, dem umstrittenen Geschäftsmann, der Frauenrechte unterstützte, aber viele Aktivisten und Aktivistinnen mit seinen politischen und rassistischen Ansichten befremdete.
In der Zeit nach dem Bürgerkrieg waren wichtige Zeitschriften, die mit der radikalen Reformbewegung verbunden waren, entweder konservativer geworden oder hatten ihr Erscheinen eingestellt oder dies drohte ihnen. Anthony hatte mit dem Blatt The Revolution vor, diese Lücke teilweise zu füllen in der Hoffnung, dass schließlich eine Tageszeitung daraus werden könnte, mit eigener Druckerei und alles im Besitz von Frauen und von ihnen betrieben. Die Finanzausstattung, die Train für die Zeitung eingerichtet hatte, war geringer, als Anthony erwartet hatte. Darüber hinaus segelte Train nach der ersten Ausgabe des Blattes nach England und war bald ein Gefangener, da er die irische Unabhängigkeit unterstützt hatte. Trains Geldmittel waren schließlich vollständig aufgebraucht. Nach 29 Monaten zwangen Anthony die wachsenden Schulden, das Blatt an Laura Curtis Bullard zu übereignen, einer wohlhabenden Frauenrechtsaktivistin, die das Blatt im Ton gemäßigter gestaltete. Nach weniger als zwei Jahren hörte die Publikation auf.
Trotz seiner kurzen Existenz verschaffte The Revolution Anthony und Stanton die Möglichkeit, während der sich weiterentwickelnden Spaltung der Frauenbewegung ihre Anschauungen auszudrücken. Es half auch dabei, ihre Ausrichtung der Frauenbewegung zu bewerben, die schließlich zu einer eigenen Organisation wurde.

## Allianzversuch mit der „Labor Union“
Nachdem 1866 die „National Labor Union“ (NLU) gegründet worden war – sie hatte nur eine kurze Existenz – saßen Anthony und Stanton als Delegierte im NLU-Kongress von 1868. Anthony repräsentierte die gerade erst gegründete „Working Women’s Association“ (WWA) (deutsch: Verband arbeitender Frauen). Die versuchte Zusammenarbeit dauerte nicht lange, denn Anthony unterstützte ein Trainingsprogramm für Frauen, das die NLU als Unterstützung von Streikbrechern interpretierte, worauf Anthony nicht mehr als Delegierte zugelassen wurde.
Auch die WWA war nur ein bescheidener Erfolg. Anfangs war es ein Verband von über hundert berufstätigen und geldverdienenden Frauen. Er entwickelte sich immer mehr zu einer Organisation, die fast vollständig aus Journalistinnen, Ärztinnen und anderen arbeitenden Mittelstands-Frauen bestand. Seine Mitglieder bildeten den Kern des New Yorker Anteils an der nationalen Frauenwahlrechts-Organisation, die gerade von Anthony und Stanton vorbereitet wurde.

## Spaltung in der Frauenbewegung

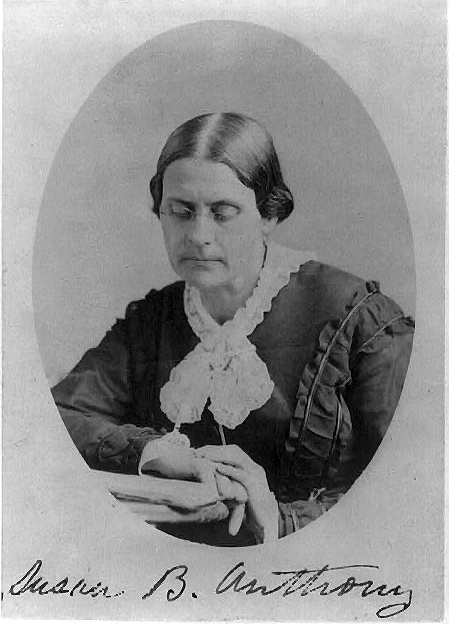
Susan B. Anthony (1870)

Im Mai 1869, schon zwei Tage nach dem letzten AERA-Treffen, begründeten Anthony, Stanton und weitere Frauen die National Woman Suffrage Association (NWSA). Im November 1869 formierten Lucy Stone, Julia Ward Howe und andere die konkurrierende American Woman Suffrage Association (AWSA). Die feindliche Natur ihrer Rivalität schuf eine parteiische Atmosphäre, die Jahrzehnte dauerte.
Der unmittelbare Grund für die Spaltung war das vorgeschlagene 15. Amendment, das die Verweigerung des Wahlrechts aufgrund der Rassezugehörigkeit verbieten sollte. Anthony führte eine Kampagne – eine ihrer umstrittensten Aktionen – gegen das Amendment. Sie und Stanton forderten, dass Frauen und Afroamerikaner zur gleichen Zeit das Wahlrecht bekommen sollten. Sie argumentierten, dass durch das Wahlrecht für alle Männer bei gleichzeitigem Ausschluss aller Frauen das Amendment eine „aristocracy of sex“ („Aristokratie des Geschlechts“) schaffen würde. Es würde der Idee, dass Männer den Frauen übergeordnet seien, Verfassungsautorität verleihen.
1873 sagte Anthony:
An oligarchy of wealth, where the rich govern the poor; an oligarchy of learning, where the educated govern the ignorant; or even an oligarchy of race, where the Saxon rules the African, might be endured; but surely this oligarchy of sex, which makes the men of every household sovereigns, masters; the women subjects, slaves; carrying dissension, rebellion into every home of the Nation, cannot be endured.
(deutsch: „Eine Oligarchie des Besitzes, wo die Reichen die Armen regieren; eine Oligarchie der Bildung, wo die Gebildeten die Unwissenden regieren; oder sogar eine Oligarchie der Rasse, wo die Angelsachsen die Afrikaner regieren, könnte toleriert werden. Aber sicherlich kann diese Oligarchie des Geschlechts nicht geduldet werden, welche die Männer zu Herrschern des Haushalts, zu Meistern macht, die Frauen aber zum Untergebenen-, Sklavendasein verurteilt, was in jedes nationale Heim den Dissens und die Rebellion hineinbringt.“)
Die AWSA unterstützte das Amendment, aber Lucy Stone, die die bekannteste Vorsitzende wurde, machte auch ihre Einschätzung klar, dass das Wahlrecht für Frauen nützlicher für das Land wäre als das Wahlrecht für Schwarze. Die zwei Organisationen hatten noch andere Differenzen. Die NWSA war politisch unabhängig, während die AWSA zumindest anfangs auf enge Bindungen zur Republikanischen Partei aus war, in der Hoffnung, dass die Ratifizierung des 15. Amendments zu einem republikanischen Schritt nach vorn für das Frauenwahlrecht führen würde. Die NWSA konzentrierte sich vorrangig darauf, das Wahlrecht auf der nationalen Ebene zu gewinnen, während die AWSA eine „Strategie Bundesstaat-nach-Bundesstaat“ verfolgte. Die NWSA bearbeitete anfangs ein weiteres Feld an Frauenangelegenheiten als die AWSA, einschließlich der Scheidungsreform und der gleichen Bezahlung für Frauen.
Die Ereignisse sorgten bald dafür, dass die Grundlage für die Spaltung wegfiel. Ab 1870 war die Debatte über das 15. Amendment irrelevant geworden, als der Zusatzartikel ratifiziert worden war. 1872 führte der Abscheu vor der Korruption in der Regierung zu einer Massenabwanderung von Abolitionisten und Gesellschaftsreformern von den Republikanern zu der kurzlebigen „Liberalen Republikanischen Partei“. Schon im Jahr 1875 begann Anthony die NWSA zu mahnen, sich viel stärker auf das Frauenwahlrecht zu konzentrieren als auf die unterschiedlichsten Frauenthemen.
Die Rivalität zwischen den zwei Frauenverbänden war jedoch so erbittert, dass ein Zusammengehen zwanzig Jahre lang unmöglich erschien. Die AWSA, die besonders stark in Neuengland war, war die größere der zwei Organisationen, begann aber in den 1880er Jahren an Stärke zu verlieren. Erst 1890 vereinigten sich die zwei Verbände zur National American Woman Suffrage Association (NAWSA), mit Stanton als Präsidentin, wobei jedoch Anthony die tatsächliche Führerin war. Als Stanton 1892 von ihrem Amt zurücktrat, wurde Anthony die Präsidentin der NAWSA.

## Nationale Wahlrechtsbewegung

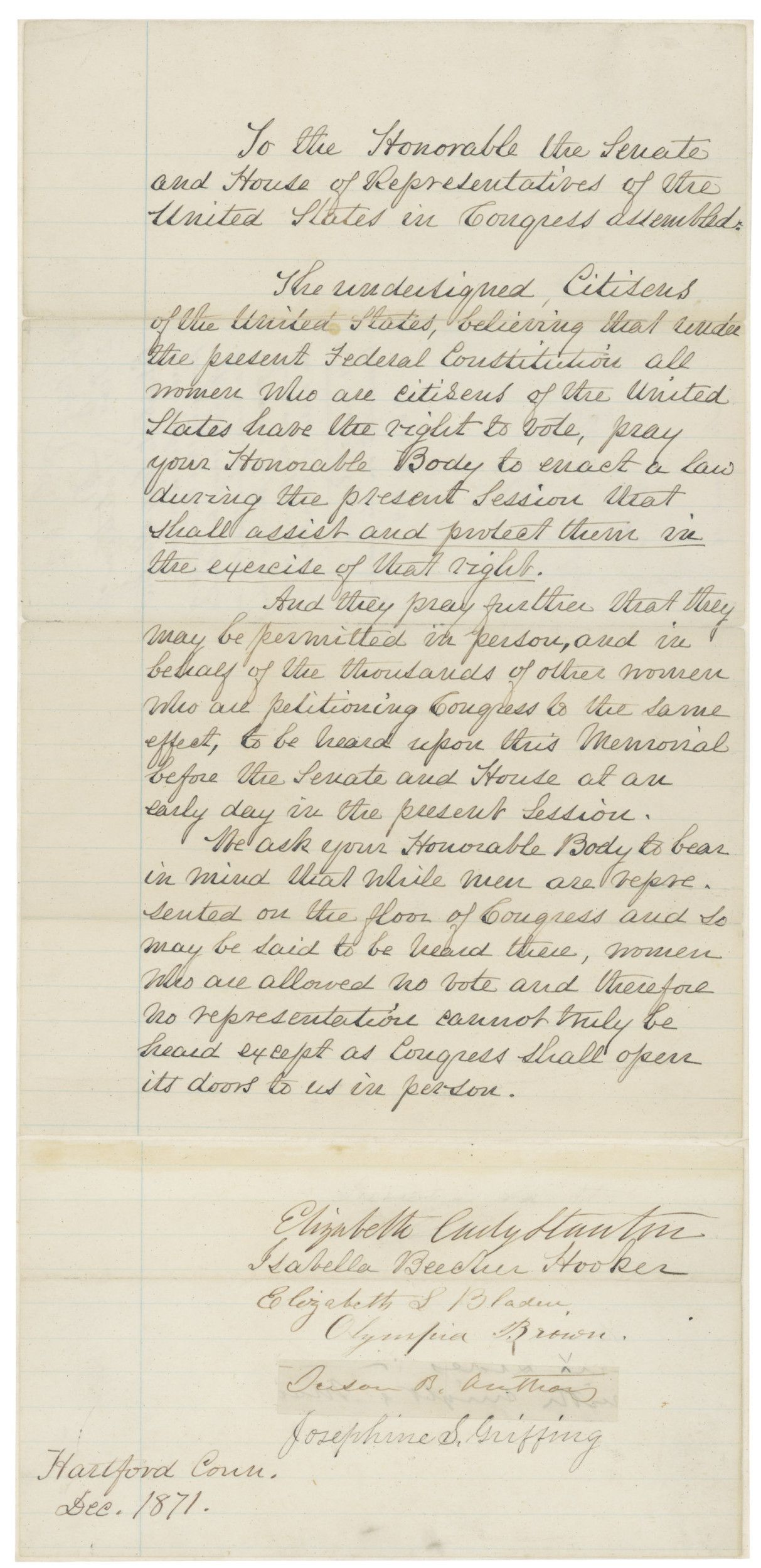
Brief von Susan B. Anthony an den US-Kongress mit der Befürwortung des Frauenwahlrechts

Die Historikerin Ann D. Gordon sagt über die Entwicklung von Anthony:
By the end of the Civil War, Susan B. Anthony occupied new social and political territory. She was emerging on the national scene as a female leader, something new in American history, and she did so as a single woman in a culture that perceived the spinster as anomalous and unguarded … By the 1880s, she was among the senior political figures in the United States.
(deutsch: Am Ende des Bürgerkriegs gewann Susan B. Anthony neuen gesellschaftlichen und politischen Einfluss. Sie ragte auf nationaler Ebene als weibliche Führungsfigur hervor, etwas Neuartiges in der amerikanischen Geschichte. Und sie erreichte dies als alleinstehende Frau in einer Kultur, die eine alte Jungfer als unnormal und gefährdet ansah … In den 1880er Jahren gehörte sie zu den altgedienten Politikerpersönlichkeiten in den Vereinigten Staaten.")
Nach der Bildung der NWSA widmete sich Anthony voll dieser Organisation und dem Frauenwahlrecht. Sie bekam weder von diesem Verband noch vom Nachfolger, der NAWSA, ein Gehalt, sondern nutzte im Gegenteil ihre Vortragseinnahmen, um diese zu unterstützen. Es gab kein nationales Verbandsbüro, die Postadresse war einfach die von einem Mitglied des Vorstands.
Dass Anthony unverheiratet geblieben war, gab ihr einen wichtigen geschäftlichen Vorteil bei dieser Arbeit. Eine verheiratete Frau hatte zu dieser Zeit den gesetzlichen Status feme covert, was sie, neben anderen Dingen, davon ausschloss, Verträge zu unterzeichnen (der Ehemann konnte dies für sie tun, falls er es wollte). Da Anthony keinen Ehemann hatte, war sie eine feme sole und konnte frei Verträge für Versammlungssäle, Druckmaterial usw. unterzeichnen. Mit Hilfe der Honorare, die sie für ihre Vorträge erhielt, zahlte sie die Schulden zurück, die sie angesammelt hatte, als sie das Blatt The Revolution unterstützte. Sie hatte große Anziehungskraft, da die Presse sie als Berühmtheit behandelte. Sie schätzte, dass sie in ihrer Karriere durchschnittlich 75 bis 100 Reden im Jahr gehalten hatte. Die Reisebedingungen in den frühen Jahren waren manchmal erschreckend. Einmal hielt sie eine Rede von der Platte eines Billardtisches aus, bei einer anderen Gelegenheit wurde ihr Eisenbahnzug tagelang vom Schnee aufgehalten und sie überlebte, indem sie sich von Hartkeksen und Trockenfisch ernährte.
Sowohl Anthony und Stanton begaben sich in diese Vortragstouren um 1870 herum, indem sie gewöhnlich von der Herbstmitte bis zum Frühjahr reisten. Die Zeitwahl war richtig, denn die Nation fing gerade an, das Frauenwahlrecht als ernstzunehmende Angelegenheit zu diskutieren. Gelegentlich reisten sie zusammen, aber meistens nicht. Vortragsbüros legten ihre Touren fest und kümmerten sich um die Reisearrangements. Dies bedeutete im Allgemeinen Reisen während des Tages und Reden halten am Abend, manchmal mehrere Wochen hintereinander einschließlich der Wochenenden. Ihre Vorträge bewirkten den Beitritt von Neulingen zur Bewegung, was die Frauenwahlrechts-Vereine auf der örtlichen, bundesstaatlichen und nationalen Ebene stärkte. Ihre Reisen während dieser Dekade umfassten eine Strecke, die von keinem anderen Reformer oder Politiker erreicht wurde. Anthonys weitere Wahlrechtsarbeit umfasste die Organisation der „Nationalen Conventions“, das Kontaktieren und Werben im Kongress und bei den bundesstaatlichen Gesetzgebern und die Teilnahme an der schier endlosen Reihe von Wahlrechts-Kampagnen in den Bundesstaaten.
Eine spezielle Gelegenheit ergab sich 1876, als die Vereinigten Staaten ihren 100. Geburtstag als unabhängiger Staat feierten. Die NWSA bat um die Erlaubnis, eine „Declaration of Rights for Women“ (Erklärung der Rechte der Frauen) bei der offiziellen Feier in Philadelphia zu präsentieren, was abgelehnt wurde. Unerschrocken schritten fünf Damen, geführt von Anthony, zum Podium während laufender Zeremonie und überreichten ihre Deklaration dem überraschten Leiter der Feier. Als sie wieder gingen, gaben sie Kopien davon an die Menschenmenge weiter. Anthony erblickte außerhalb des Festsaals ein unbenutztes Musikpodium, stieg hinauf und las einer großen Menge die Deklaration vor. Am Ende lud sie jedermann ein, ein Treffen der NWSA in der nahegelegenen Unitarischen Kirche zu besuchen, bei dem Sprecherinnen wie Lucretia Mott und Elizabeth Cady Stanton sie erwarteten.

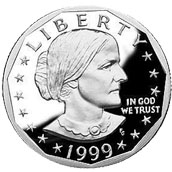
U.S. Dollarmünze mit dem Kopf von Susan B. Anthony

Die Arbeit in allen Segmenten der Frauenwahlrechtsbewegung fing an, deutliche Resultate zu zeigen. Frauen gewannen das Wahlrecht in Wyoming 1869 und in Utah 1870. Ihre Vorträge in Washington und vier anderen Bundesstaaten führten unmittelbar zu Einladungen, vor den jeweiligen Gesetzgebern ihre Anliegen vorzubringen. Auch die „Woman’s Christian Temperance Union“, die größte Frauenorganisation im Gesamtstaat, unterstützte das Frauenwahlrecht.
Anthonys Einsatz in der Bewegung, ihr spartanischer Lebensstil und die Tatsache, dass sie keinen persönlichen finanziellen Gewinn zu erzielen suchte, machte sie zu einer wirksamen Spendensammlerin und verschaffte ihr die Bewunderung bei vielen, die nicht mit ihren Zielen übereinstimmten. Als ihr Ansehen wuchs, verbesserten sich die Arbeits- und Reisebedingungen. Sie konnte manchmal mit dem privaten Eisenbahnwagen von Jane Stanford reisen, einer Sympathisantin, deren Mann eine große Eisenbahnlinie besaß. Wenn sie in Washington Lobby-Arbeit betrieb und die jährlichen Zusammenkünfte vorbereitete, erhielt sie eine freie Suite im Riggs Hotel, dessen Besitzer ihre Arbeit unterstützte.
Um die Kontinuität abzusichern, trainierte Anthony eine Gruppe jüngerer Aktivistinnen, die als ihre „Nichten“ bezeichnet wurden, damit sie Führungspositionen innerhalb der Organisation einnehmen konnten. Zwei von ihnen, Carrie Chapman Catt und Anna Howard Shaw, amtierten als Präsidentinnen der NAWSA, nachdem Anthony aus dieser Position ausgeschieden war.

## Prozess: „United States v. Susan B. Anthony“

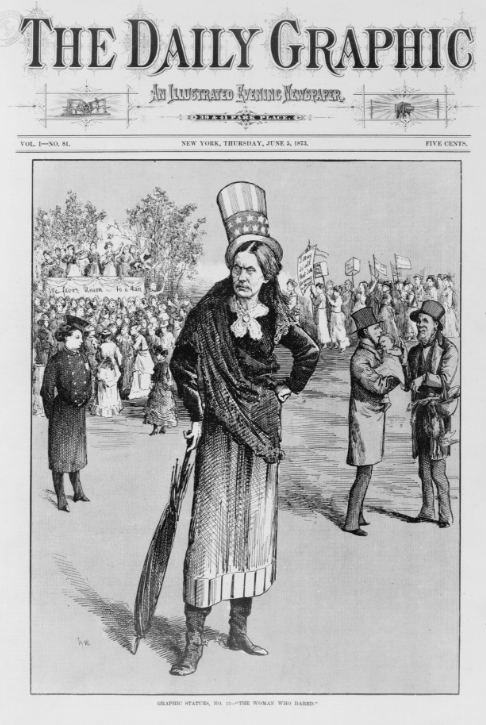
Eine Karikatur von Susan B. Anthony auf der Titelseite der New York Daily Graphic, die am 5. Juni 1873 (wenige Tage vor ihrem Gerichtsverfahren wegen Beteiligung an der Wahl) erschien.

Die NWSA-Convention von 1871 beschloss eine Vorgehensweise, um Prozesse vor Bundesgerichten anstrengen zu können. Frauen sollten zu wählen versuchen und nach ihrer Abweisung Klagen bei Bundesgerichten einbringen, um die Gesetze zu testen, welche die Frauen an der Wahl hinderten. Die gesetzliche Grundlage für den Test würde das kurz zuvor angenommene 14. Amendment sein, wovon ein Teil lautet: No State shall make or enforce any law which shall abridge the privileges or immunities of citizens of the United States (deutsch: „Kein Bundesstaat soll irgendein Gesetz machen oder durchführen, das die Vorrechte oder Immunitäten von Bürgern der Vereinigten Staaten vermindert.“)
Dem Beispiel von Anthony und ihren Schwestern folgend ließen sich insgesamt nahezu fünfzig Frauen in Rochester für die Wahl registrieren, nämlich die Präsidentschaftswahl von 1872. Am Wahltag überzeugten Anthony und 14 weitere Frauen aus ihrem Wahlbezirk die Wahlvorsteher, dass sie an der Wahl teilnehmen dürften. Frauen in anderen Wahlbezirken wurden zurückgewiesen. Anthony wurde am 18. November 1872 von einem Deputy Marshal festgenommen und der gesetzeswidrigen Wahl beschuldigt. Bei ihrer Verhaftung bestand sie auf Handschellen.
Die anderen Frauen, die gewählt hatten, wurden auch verhaftet, aber wieder freigelassen, bis der Prozessausgang bei Anthony feststehe. Keine von ihnen wurde angeklagt, denn nur Anthony war eine nationale Berühmtheit. Der Prozess gegen Anthony ließ eine nationale Kontroverse entstehen und wurde ein Hauptschritt vorwärts bei der Verwandlung der breiteren Frauenrechts-Bewegung in die Frauenwahlrechts-Bewegung.
Anthony sprach im ganzen Monroe County (New York), wo ihr Prozess stattfinden musste, und aus dem die Jurymitglieder für ihren Fall ausgewählt worden waren. Ihre Rede war überschrieben: Is it a Crime for a U.S. Citizen to Vote? (deutsch: Ist es ein Verbrechen für U.S. Bürger zu wählen?") Sie sagte:
We no longer petition Legislature or Congress to give us the right to vote. We appeal to women everywhere to exercise their too long neglected „citizen’s right to vote“.
(deutsch: „Wir stellen keine Petitionen mehr an Gesetzgeber oder Kongress, um das Wahlrecht zu erhalten. Wir rufen die Frauen überall auf, ihr allzu lang vernachlässigtes 'Bürgerrecht der Wahl' auszuüben.“)
Der U.S. Staatsanwalt sorgte dafür, dass der Prozess in den „Federal Circuit Court“ verlegt wurde, der bald im benachbarten Ontario County tagen sollte, mit einer Jury aus den Bewohnern dieses Countys. Anthony antwortete, indem sie auch in diesem County Reden hielt, bevor der Prozess begann. Die Verantwortung für diesen „Federal Circuit“ lag in den Händen von Justice Ward Hunt, der kurz zuvor in das Oberste Gericht berufen worden war. Hunt hatte nie als ein normaler Richter gearbeitet; ursprünglich war er ein Politiker, dann hatte er seine Justizkarriere begonnen, weil er in den „New York Court of Appeals“ gewählt worden war.
Die Verhandlung, der Prozess gegen Susan B. Anthony, begann am 17. Juni 1873 und wurde von der nationalen Presse intensiv verfolgt. Hunt weigerte sich, Anthony sprechen zu lassen, bevor das Urteil ergangen war, denn er konnte einer Regel des „Common Law“ aus jener Zeit folgen, die es kriminellen Angeklagten in Bundesgerichten verbot auszusagen. Am zweiten Verhandlungstag, nachdem beide Seiten ihre Argumente präsentiert hatten, brachte Justice Hunt eine längere Beurteilung vor, die er auch schriftlich niedergelegt hatte. Im umstrittensten Punkt des Prozesses beeinflusste er die Jury, einen Schuldspruch zu fällen. Am dritten Verhandlungstag fragte Hunt Anthony, ob sie irgendetwas zu sagen habe. Sie hielt als Antwort „the most famous speech in the history of the agitation for woman suffrage“ (deutsch: die berühmteste Rede in der Geschichte des Werbefeldzugs für das Frauenwahlrecht"), wie Ann D. Gordon meint, eine Historikerin der Frauenbewegung.
Wiederholt ignorierte sie die Anweisung des Richters, mit dem Reden aufzuhören und sich zu setzen; sie protestierte gegen this high-handed outrage upon my citizen’s rights (deutsch: „diesen von hoher Hand kommenden Frevel an meinen Bürgerrechten“) und sagte:
You have trampled under foot every vital principle of our government. My natural rights, my civil rights, my political rights, my judicial rights, are all alike ignored.
(deutsch: „Sie haben mit Ihren Füßen jeden lebensnotwendigen Grundsatz unserer Regierung zertrampelt. Mein natürliches Recht, mein Bürgerrecht, meine politischen Rechte, meine Rechte vor Gericht sind alle gleichermaßen missachtet worden.“)
Sie beschuldigte Justice Hunt, ihr eine Urteilsfindung durch die Jury verweigert zu haben. Aber sie sagte, dass, auch wenn er der Jury die Diskussion des Falles erlaubt hätte, ihr dennoch ein Verfahren mit einer „Jury of her peers“ verweigert worden wäre, da Frauen nicht Juroren werden dürften. Als Justice Hunt Anthony zu einer Geldstrafe von 100 Dollar verurteilte, antwortete sie: I shall never pay a dollar of your unjust penalty („Ich werde nie einen Dollar ihrer ungerechten Strafe zahlen“). Und sie tat es auch nie.
Wenn Hunt angeordnet hätte, sie einzusperren, bis sie die Strafe bezahlt hätte, hätte Anthony ihren Fall vor den Obersten Gerichtshof bringen können. Hunt sagte stattdessen, er würde nicht anordnen, sie in Gewahrsam zu nehmen, und verhinderte damit diesen legalen Weg.
Der Oberste Gerichtshof der Vereinigten Staaten setzte 1875 der Strategie der Erreichung des Frauenwahlrechts durch das Gerichtssystem ein Ende, indem im Fall „Minor v. Happersett“ entschied, dass die Verfassung der Vereinigten Staaten das Wahlrecht keinem einzigen gewährt. Die NWSA entschied, die schwierigere Strategie zu verfolgen. Kampagnen für einen Verfassungszusatz zu machen, um das Wahlrecht für Frauen zu erreichen.
Am 18. August 2020 wurde Anthony vom US-Präsidenten Donald Trump postum begnadigt. Susan Vahabzadeh bringt dies auf der Basis der Presseerklärung des Weißen Hauses in Zusammenhang damit, dass Susan B. Anthony ihre Stimme damals den Republikanern gegeben hätte. Außerdem stellt sie einen Zusammenhang mit der im Herbst 2020 stattfindenden Präsidentschaftswahl in den Vereinigten Staaten 2020 in den Raum: Es gebe Anlass genug für eine Bekräftigung des Weißen Hauses, Susan B. Anthony habe seinerzeit ein fundamentales amerikanisches Recht ausgeübt.

## „History of Woman Suffrage“

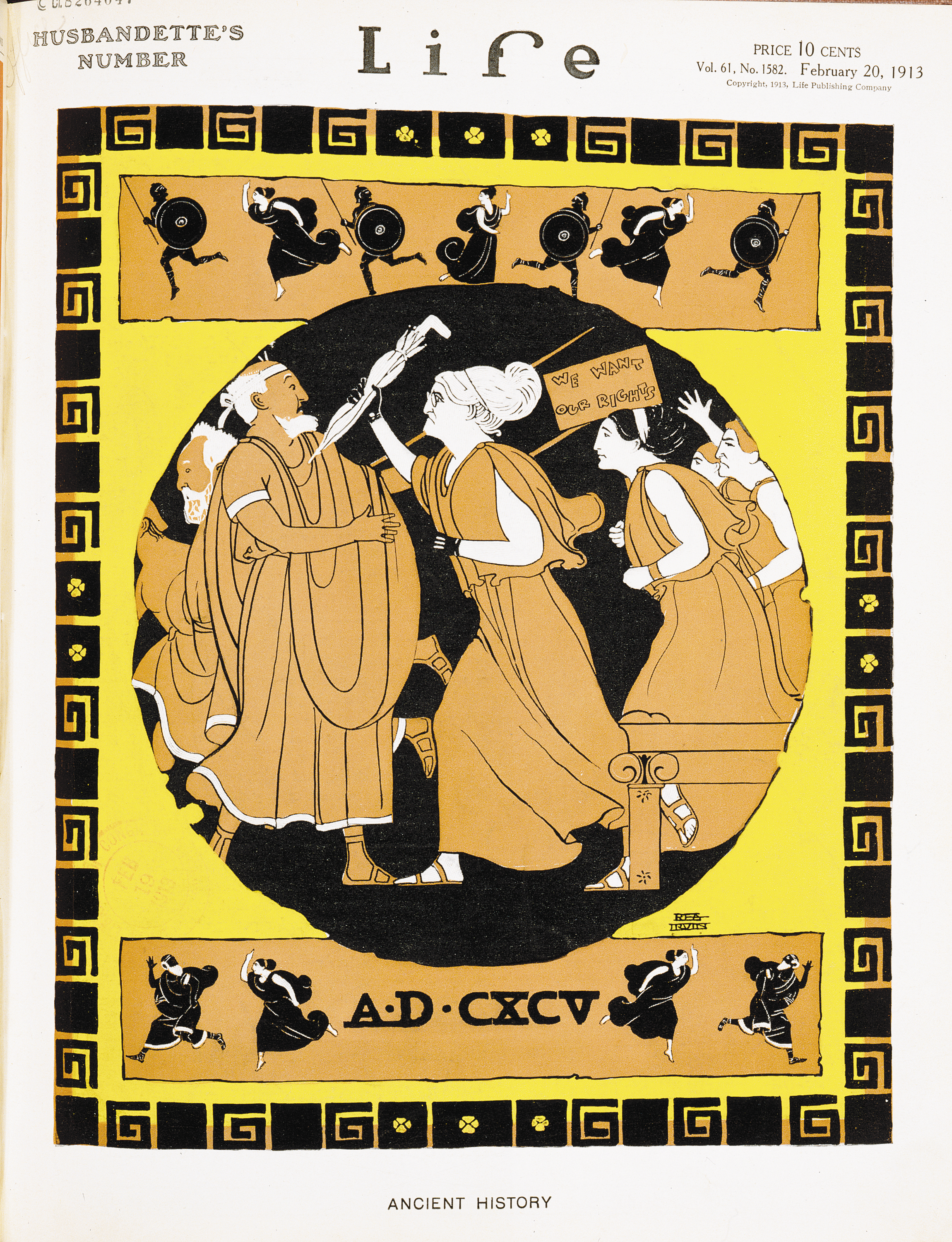
Titelblatt des Life Magazins im Jahr 1913. Betitelt Ancient History, es zeigt eine Figur, die Anthony ähnelt, im klassischen Gewand, die einen Protest für Frauenrechte anführt

1876 begannen Anthony und Stanton mit dem Projekt, eine „Geschichte des Frauenwahlrechts“ zu schreiben. Anthony hatte jahrelang Briefe, Zeitungsausschnitte und anderes Material von geschichtlichem Wert für die Frauenbewegung gesammelt. In diesem Jahr zog sie in den Haushalt der Stantons in New Jersey und brachte mehrere Koffer und Kisten dieser Materialien mit, um mit Stanton zusammen das Schreiben an der „History of Woman Suffrage“ zu beginnen.
Anthony hasste diese Art von Arbeit. In ihren Briefen sagte sie über das Projekt: (It) makes me feel growly all the time … No warhorse ever panted for the rush of battle more than I for outside work. I love to make history but hate to write it. (deutsch: „(Es) macht, dass ich mich dauernd unruhig fühle … Kein Kriegsross sehnte sich mehr nach dem Schlachtengetümmel als ich nach der Arbeit draußen. Ich mache gern Geschichte, hasse es aber, sie aufzuschreiben.“) Die Arbeit verschlang mehrere Jahre lang einen Großteil ihrer Zeit, dennoch fuhr sie fort, bei anderen Frauenwahlrechts-Aktivitäten mitzuarbeiten. Sie wurde auch ihr eigener Herausgeber, was mehrere Probleme mit sich brachte, beispielsweise Platz zu finden für die Lagerung der Bücher.
Ursprünglich gedacht als eine bescheidene Publikation, die schnell produziert werden konnte, entwickelte sich die „History“ zu einem sechsbändigen Werk von mehr als 5.700 Seiten, die in einem Zeitraum von 41 Jahren geschrieben wurden. Die ersten drei Bände, die den Zeitraum der Bewegung bis 1885 abdecken, wurden zwischen 1881 und 1886 publiziert und von Stanton, Anthony und Matilda Joslyn Gage produziert. Anthony kümmerte sich um die Details der Buchherstellung und um die umfangreiche Korrespondenz mit den Mitarbeitern. Anthony gab 1902 Band 4 heraus, der den Zeitraum von 1883 bis 1900 abdeckt, also nach Stantons Tod mit der Hilfe von Ida Husted Harper, die auch Anthonys vorbestimmte Biographin wurde. Die letzten beiden Bände, die die Geschichte bis 1920 fortschreiben, wurden 1922 von Harper nach Anthonys Tod fertiggestellt.
Die „History of Woman Suffrage“ ist die Ansammlung einer großen Menge an Material, das sonst vielleicht für immer verloren wäre. Da sie von den Führerinnen des einen Flügels der geteilten Frauenbewegung geschrieben wurde – Lucy Stone, ihre Hauptrivalin, weigerte sich, mit dem Projekt irgendetwas zu tun zu haben – gibt sie jedoch keine ausgewogene Darstellung der Ereignisse wider, wenn es um die Rivalinnen geht. Sie überbetont die Rolle von Anthony und Stanton und sie vermindert oder ignoriert die Rollen von Stone und anderen Aktivistinnen, wenn sie nicht in die geschichtliche Darstellung passten, die Anthony und Stanton entwickelt hatten. Weil sie über Jahre hinweg die Hauptquelle der Dokumentation über das Frauenwahlrecht war, mussten Historiker andere Quellen erforschen, um eine ausbalanciertere Darstellung bieten zu können.

## Internationale Frauenorganisationen
In den letzten beiden Lebensjahrzehnten hatte Anthony auch international einige bemerkenswerte Erfolge. Sie wurde nun über die Grenzen der Vereinigten Staaten bekannt.

### „International Council of Women“ (ICW)
Anthony reiste 1883 nach Europa für einen neunmonatigen Aufenthalt und nahm Verbindung zu Stanton auf, die einige Monate früher angekommen war. Zusammen trafen sie sich mit Führerinnen der europäischen Frauenbewegung und fingen an, bei der Bildung einer internationalen Frauenorganisation mitzuwirken. Die National Woman Suffrage Association (NWSA) erklärte sich bereit, Gastgeber des Gründungskongresses zu sein. Die vorbereitende Arbeit wurde hauptsächlich von Anthony und von zwei jüngeren Kolleginnen in der NSWA, Rachel Foster Avery und May Wright Sewall, geleistet. Delegierte von 53 Frauenorganisationen aus neun Ländern trafen sich 1888 in Washington, um eine neue Gesellschaft zu bilden: die International Council of Women (ICW). Die Delegierten vertraten eine Vielfalt von Organisationen, beispielsweise Wahlrechtsverbände, Berufsverbände, Literaturvereine, „Temperance Unions“, Gewerkschaftsverbände und Missionsgesellschaften. Die American Woman Suffrage Association (AWSA), die seit Jahren eine Rivalin der NSWA war, nahm am Kongress teil. Anthony eröffnete die erste Sitzung des ICW und hatte den Vorsitz bei den meisten Veranstaltungen.
Die ICW fand Anerkennung bis zur obersten Ebene. Präsident Cleveland und seine Frau richteten einen Empfang im Weißen Haus für die Delegierten des ICW-Gründungskongresses aus. Der zweite ICW-Kongress war ein Teil der Weltausstellung von Chicago 1893. Beim dritten Kongress in London 1899 wurde auf Einladung von Queen Victoria ein Empfang für den ICW im Windsor Castle gegeben. Beim vierten Kongress in Berlin 1904 empfing Auguste Victoria, die deutsche Kaiserin, die Führerinnen des ICW in ihrem Palast. Anthony spielte bei allen vier Veranstaltungen eine prominente Rolle.
Die ICW ist auch heutzutage noch aktiv, sie ist mit den Vereinten Nationen assoziiert.

### Weltkongress Repräsentativer Frauen

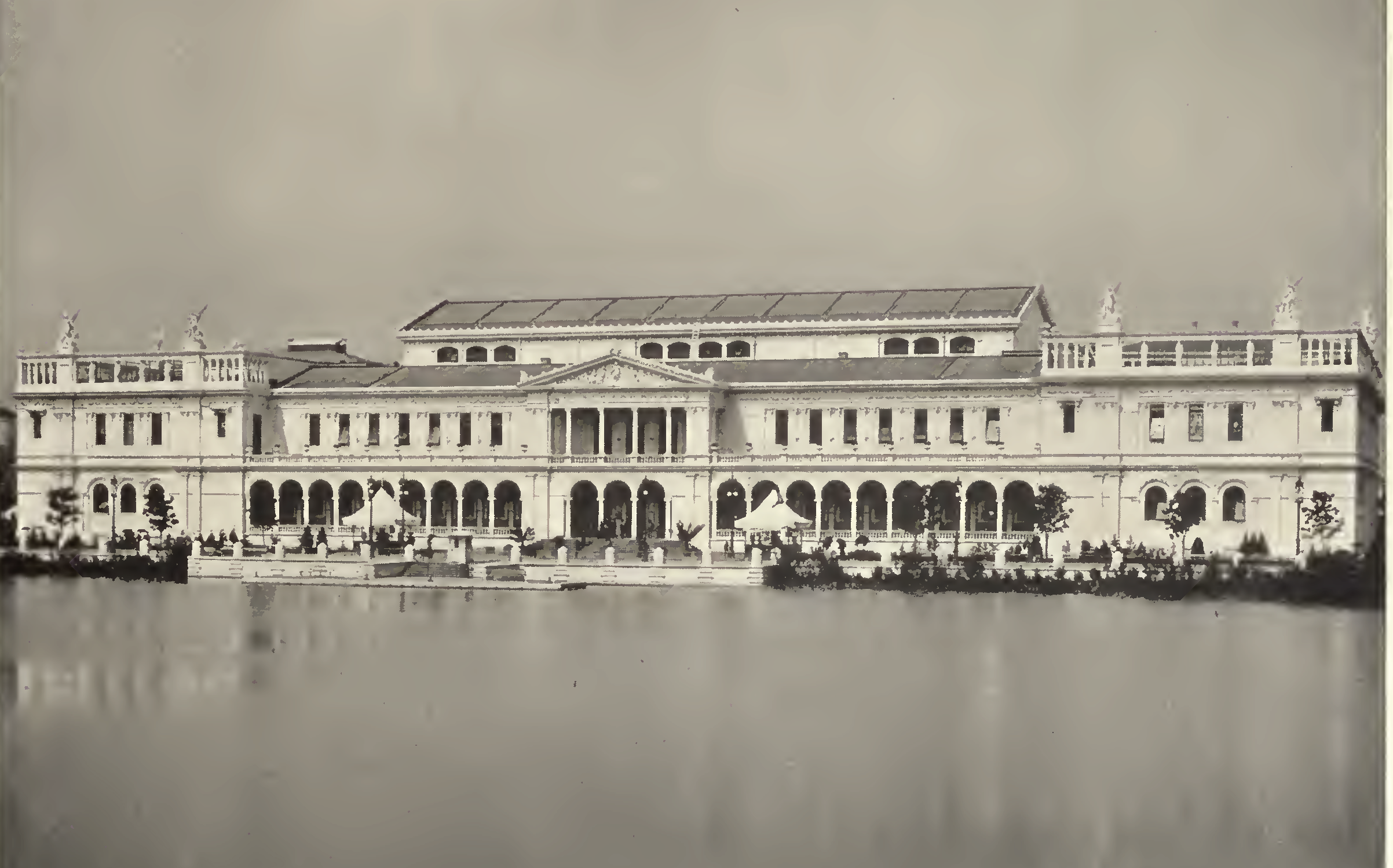
„Woman’s Building“ auf der Weltausstellung in Chicago (World’s Columbian Exposition)

Die „World’s Columbian Exposition“, auch bekannt als die Weltausstellung von Chikago, wurde 1893 abgehalten. Sie beherbergte mehrere Weltkongresse, wovon sich jeder mit einem speziellen Thema beschäftigte, wie Religion, Medizin und Wissenschaften. Fast im letzten Moment entschied der U.S. Kongress, dass die Ausstellung auch die Rolle der Frauen anerkennen solle. Nach Ende der Weltausstellung enthüllte eine Organisatorin des Frauenkongresses der Ausstellung, dass Anthony eine versteckte, aber denkwürdige Rolle bei der Entscheidung in letzter Minute gespielt hatte. Sie fürchtete, dass eine öffentliche Kampagne Gegner hervorrufen würde und arbeitete deshalb leise und versteckt, um die Unterstützung für dieses Projekt bei den Frauen der politischen Elite zu organisieren. Anthony erhöhte den Druck, indem sie insgeheim eine Petition anregte, die von Ehefrauen oder Töchtern von Richtern des Obersten Gerichtshofes, Senatoren, Kabinettsmitgliedern und anderen Würdenträgern unterzeichnet war.
Ein großer Gebäudekomplex, genannt „Das Gebäude der Frau“ und entworfen von Sophia Hayden Bennett, wurde erbaut, um die Versammlungs- und Ausstellungsräume für die Frauen dieser Weltausstellung zur Verfügung zu stellen. Zwei der engsten Mitarbeiterinnen von Anthony wurden zu Organisatorinnen des Frauenkongresses ernannt. Sie erreichten, dass das bevorstehende Treffen des „International Council of Women“ ein Teil dieser Ausstellung wurde, indem man ihren Umfang und die Reichweite erhöhte und sie dann „World’s Congress of Representative Women“ (Weltkongress Repräsentativer Frauen) nannte. Dieser wochenlange Kongress hatte Delegierte aus 27 Ländern zu Gast. Seine 81 Sitzungen, viele gleichzeitig abgehalten, wurden von über 150.000 Leuten besucht. Und das Frauenwahlrecht wurde in fast jeder Sitzung diskutiert. Anthony sprach zu vielen Leuten während der Ausstellung. Eine nette Episode war die Einladung Anthonys von „Buffalo Bill“ Cody in seine Wild-West-Show, die am Rande der Weltausstellung aufgebaut war.

### „International Woman Suffrage Alliance“
Nachdem Anthony als Präsidentin der „National American Woman Suffrage Association“ zurückgetreten war, fing Carrie Chapman Catt, die ausgewählte Nachfolgerin, an, auf eine „International Women’s Suffrage Association“ hinzuarbeiten. Dies war seit langer Zeit ein Ziel von Anthony gewesen. Vom schon existierenden „International Council of Women“ konnte nicht erwartet werden, dass es eine Kampagne für das Frauenwahlrecht unterstütze, weil es eine breite Allianz war, deren konservativere Mitglieder sich dagegen wenden würden.
1992 berief Catt ein Vorbereitungstreffen nach Washington ein, mit Anthony als Vorsitzender, das von Delegierten aus mehreren Ländern besucht wurde. Vorwiegend von Catt organisiert wurde die International Woman Suffrage Alliance 1904 in Berlin begründet. Die Gründungsversammlung wurde von Anthony geleitet, die zur Ehrenpräsidentin der neuen Organisation ernannt wurde und zu ihrem ersten Mitglied. Wie die autorisierte Biographin Anthonys es ausdrückt, „gab kein Ereignis Miss Anthony eine solch tiefe Befriedigung wie dieses“. (englisch; „No event ever gave Miss Anthony such profound satisfaction as this one“)
Später wurde sie in „International Alliance of Women“ umbenannt. Die Frauenallianz ist noch aktiv und mit den „Vereinten Nationen“ verbunden.

## Veränderte Beziehung zu Stanton

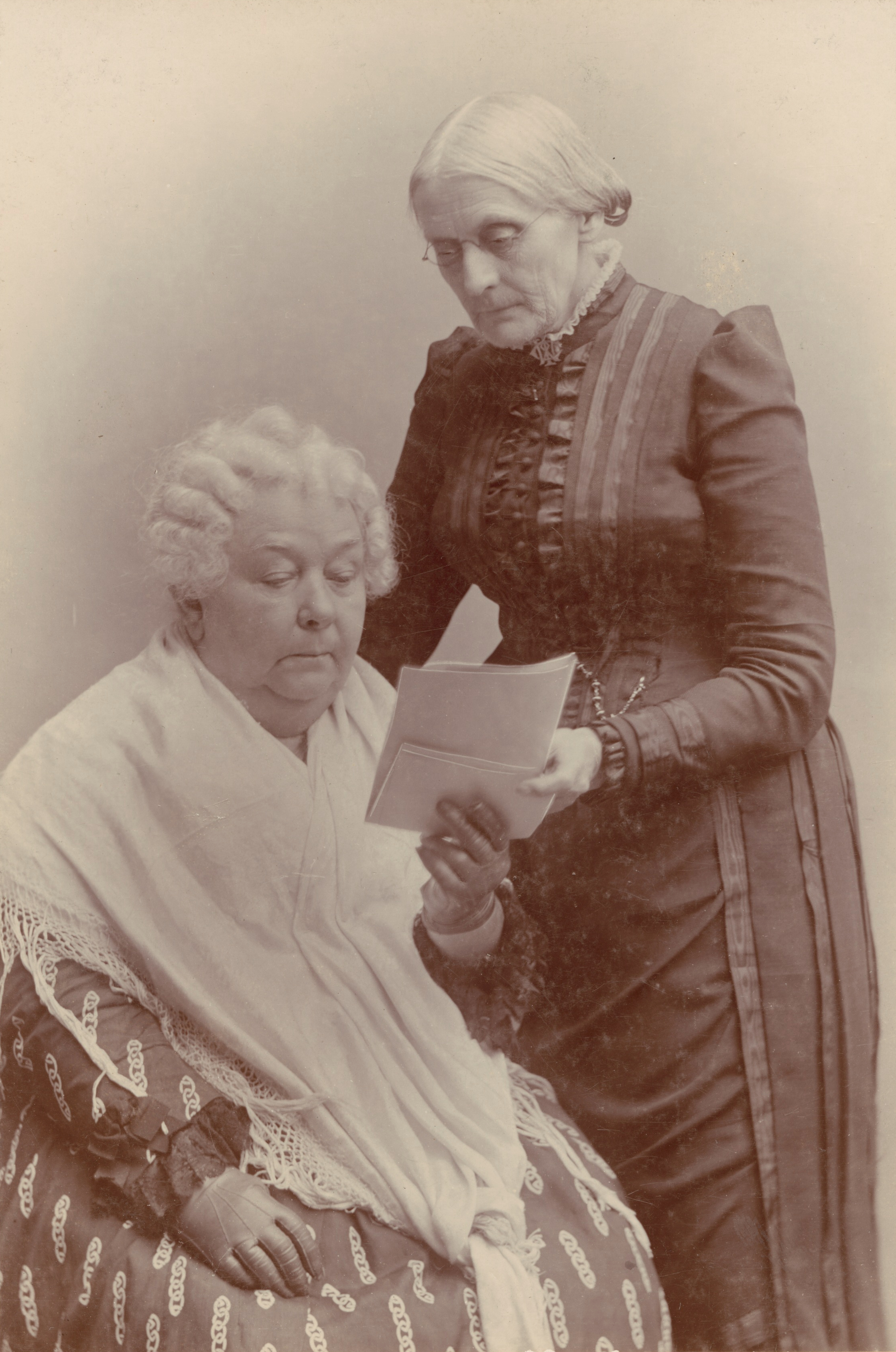
Elizabeth Cady Stanton (sitzend) mit Anthony

Anthony und Stanton arbeiteten in einer engen und produktiven Beziehung zusammen. Von 1880 bis 1886 waren sie fast jeden Tag zusammen bei der Arbeit an der History of Woman Suffrage. Sie sprachen einander an als „Susan“ und „Mrs. Stanton“. Anthony ordnete sich auch in anderen Dingen Stanton unter, sie akzeptierte kein Amt in irgendeiner Organisation, das sie über Stanton platziert hätte. Häufig machte sie aber die Hauptarbeit. Zu Anthonys 70. Geburtstagsfeier neckte Stanton sie, indem sie sagte: „Well, as all women are supposed to be under the thumb of some man, I prefer a tyrant of my own sex, so I shall not deny the patent fact of my subjection.“ (deutsch: „Nun, da vermutet wird, dass alle Frauen unter dem Daumen irgendeines Mannes sind, ziehe ich einen Tyrannen meines eigenen Geschlechts vor; somit werde ich nicht die offensichtliche Tatsache meiner Unterwerfung leugnen.“)
Als beide älter wurden, begannen sich ihre Interessen auseinanderzuentwickeln. Anthony fing an, Bündnisse mit konservativeren Gruppen wie der Woman’s Christian Temperance Union einzugehen, der größten Frauenorganisation der Nation und einer Unterstützerin des Frauenwahlrechts. Solche Dinge irritierten Stanton, die glaubte, dass sie im Alter radikaler würde und Anthony eher konservativer. 1895 veröffentlichte Stanton The Woman’s Bible, die die Gewohnheit der Bibel angriff, die Frauen in einen minderwertigen Status zu versetzen. Es wurde ein sehr kontrovers diskutierter Bestseller. Anthony hatte sich geweigert, bei der Vorbereitung des Buches zu helfen, und sagte zu Stanton:
You say „women must be emancipated from their superstitions before enfranchisement will have any benefit“, and I say just the reverse, that women must be enfranchised before they can be emancipated from their superstitions.
(deutsch: Sie sagen 'Frauen müssen von ihrem Aberglauben emanzipiert sein, bevor die Wahlzulassung irgendeinen Nutzen hat', und ich sage gerade das Gegenteil, dass Frauen zuerst das Wahlrecht haben müssen, bevor sie von ihrem Aberglauben befreit werden können.")
Trotz solcher Friktionen blieb ihre Beziehung eng. Als Stanton 1902 starb, schrieb Anthony an eine Freundin:
Oh, this awful hush! It seems impossible that voice is stilled which I have loved to hear for fifty years. Always I have felt I must have Mrs. Stanton’s opinion of things before I knew where I stood myself. I am all at sea...
(deutsch: „Oh, diese schreckliche Stille! Es scheint unmöglich, dass diese Stimme verstummt ist, die ich fünfzig Jahre lang zu hören liebte. Ich habe immer gefühlt, dass ich Mrs. Stantons Beurteilung der Dinge haben müsse, bevor ich selbst wusste, wo ich stand. Ich bin allein auf hoher See...“)

## Späteres Leben

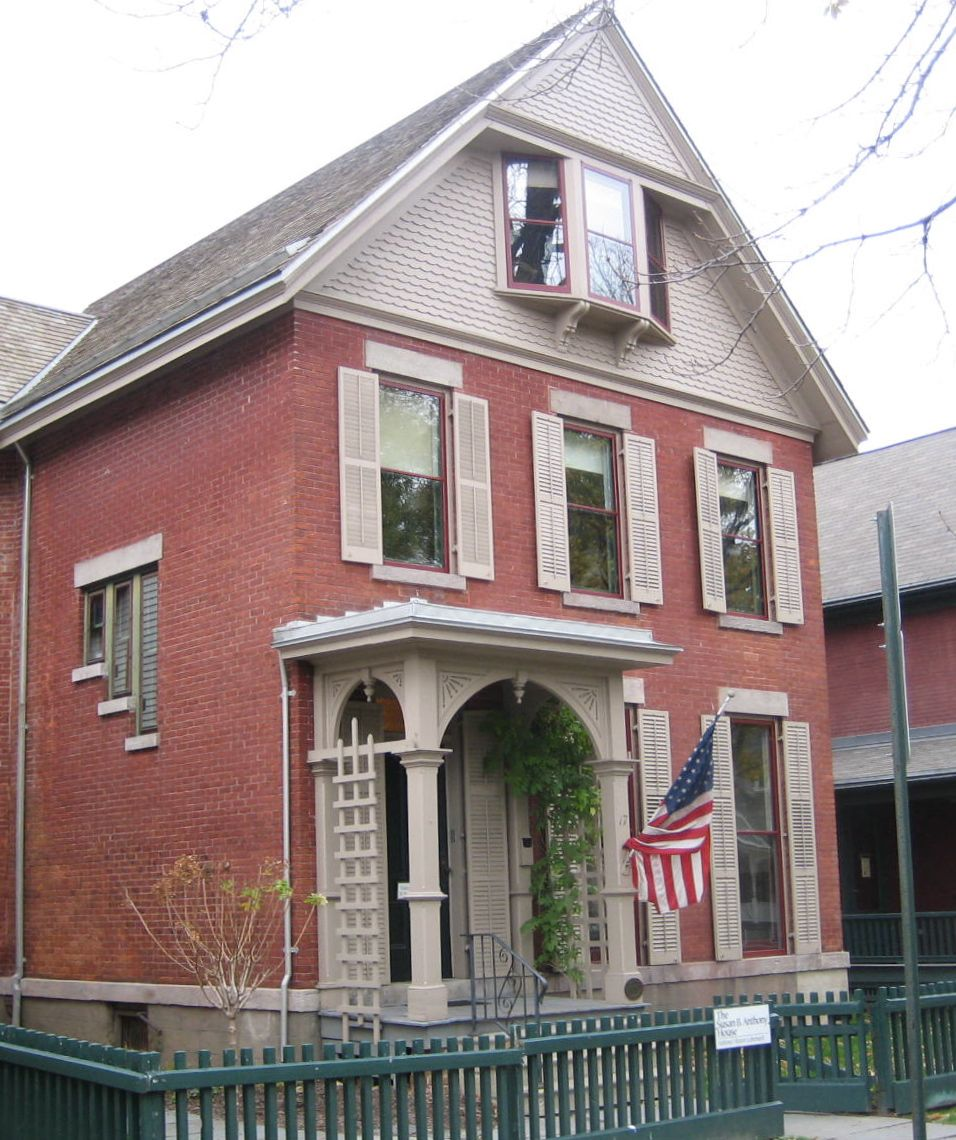
Das Haus, das Susan B. Anthony in Rochester mit ihrer Schwester teilte. Hier wurde sie arretiert wegen ihrer Wahl.

Nachdem sie jahrelang in Hotels und bei Freundinnen sowie Verwandten gewohnt hatte, stimmte Anthony 1891 zu, in das Haus ihrer Schwester Mary Stafford Anthony in Rochester einzuziehen, im Alter von 71 Jahren. Ihre Energie und ihr Durchhaltevermögen, das manchmal ihren Mitarbeiterinnen zu viel war, setzten sich auf einem bemerkenswerten Niveau fort. Im Alter von 75 Jahren machte sie eine Tour durch den Yosemite National Park auf dem Rücken eines Maultiers. Sie blieb Vorsitzende der NAWSA und fuhr fort, wegen ihrer Wahlrechtsarbeit ausgedehnt zu reisen. Sie engagierte sich auch in einigen lokalen Projekten.
1896 verbrachte sie acht Monate während einer Frauenwahlrechts-Kampagne in Kalifornien, sie sprach manchmal dreimal am Tag und in mehr als 30 Örtlichkeiten. Die letzte Präsidentschaft bei einer NAWSA-Convention war 1900, während der letzten sechs verbleibenden Jahre ihres Lebens sprach sie auf sechs weiteren NAWSA-Zusammenkünften und bei vier Kongress-Anhörungen, vollendete den vierten Band der History of Woman Suffrage, reiste in achtzehn Bundesstaaten umher und nach Europa.
Als Anthony immer berühmter wurde, waren einige Politiker (sicherlich nicht alle von ihnen) glücklich, in der Öffentlichkeit mit ihr in Verbindung gebracht zu werden. Ihr 70. Geburtstag wurde als ein nationales Ereignis in Washington mit prominenten Mitgliedern des Repräsentantenhauses und des Senats als Gästen gefeiert. Ihr 80. Geburtstag wurde im Weißen Haus begangen, Präsident William McKinley hatte dazu eingeladen.

## Anthonys Anschauungen

### Religion
Anthony wuchs als Quäkerin auf, aber ihr religiöser Hintergrund war vielfältig. Auf mütterlicher Seite war ihre Großmutter eine Baptistin und ihr Großvater war ein Universalist. Ihr Vater war ein radikaler Quäker, der aufgerieben wurde durch die Restriktionen seiner konservativeren Gemeinde. Als sich die Quäker in den späten 1820er Jahren in die Orthodoxen und die Hicksites aufspalteten, war ihre Familie auf der Seite der Hicksites. 1848, drei Jahre nachdem Anthonys Familie nach Rochester gezogen war, schied eine Gruppe von ungefähr 200 Quäkern aus der Hicksite Organisation im westlichen Staat New York aus, teilweise deswegen, weil sie in gesellschaftlichen Reformprojekten mitarbeiten wollten, ohne dass sich diese Organisation einmischte. Einige, wozu auch die Familie Anthony gehörte, fingen an, die Gottesdienste in der „First Unitarian Church of Rochester“ zu besuchen. Als Susan B. Anthony von ihrem Lehrerinnendasein 1849 nach Hause zurückkehrte, schloss sie sich ihrer Familie an und besuchte dort auch die Gottesdienste; sie blieb bei den Rochester Unitarians bis an ihr Lebensende.
Ihre erste öffentliche Rede, die sie als junge Frau bei einem Treffen der Temperenzler hielt, enthielt einige Bezüge zu Gott. Sie nahm bald eine distanziertere Haltung ein. Während sie 1883 in Europa weilte, half Anthony einer verzweifelten, armen irischen Mutter von sechs Kindern. Als sie bemerkte, dass Gott dabei war, ein siebtes Kind ihrer Schar hinzuzufügen, kommentierte sie: What a dreadful creature their God must be to keep sending hungry mouths while he withholds the bread to fill them! (deutsch: „Was für eine schreckliche Kreatur muss ihr Gott sein, der dauernd hungrige Mäuler schickt, während er gleichzeitig das Brot zurückhält, das diese füllen könnte.“)
Elizabeth Cady Stanton sagte, dass Anthony eine Agnostikerin sei, und fügte hinzu, dass für sie die Arbeit Gottesdienst sei, ihr Glaube sei nicht orthodox, aber sie sei religiös. Anthony selbst sagte: Work and worship are one with me. I can not imagine a God of the universe made happy by my getting down on my knees and calling him ‚great.‘ (deutsch: „Arbeit und Gottesdienst sind für mich eines. Ich kann mir nicht vorstellen, dass ein Gott des Universums glücklich darüber ist, dass ich auf meine Knie falle und ihn ‚groß‘ nenne.“) Als Anthonys Schwester Hannah im Sterbebett lag, bat sie Susan, ihr etwas vom großen Jenseits zu erzählen. Aber Anthony konnte dies nicht, wie sie später schrieb: I could not dash her faith with my doubts, nor could I pretend a faith I had not; so I was silent in the dread presence of death. (deutsch: „Ich konnte ihren Glauben nicht mit meinen Zweifeln belasten, ich konnte auch nicht einen Glauben vortäuschen, den ich nicht hatte; so blieb ich still in der bedrückenden Gegenwart des Todes.“)

### Haltung zur Heirat

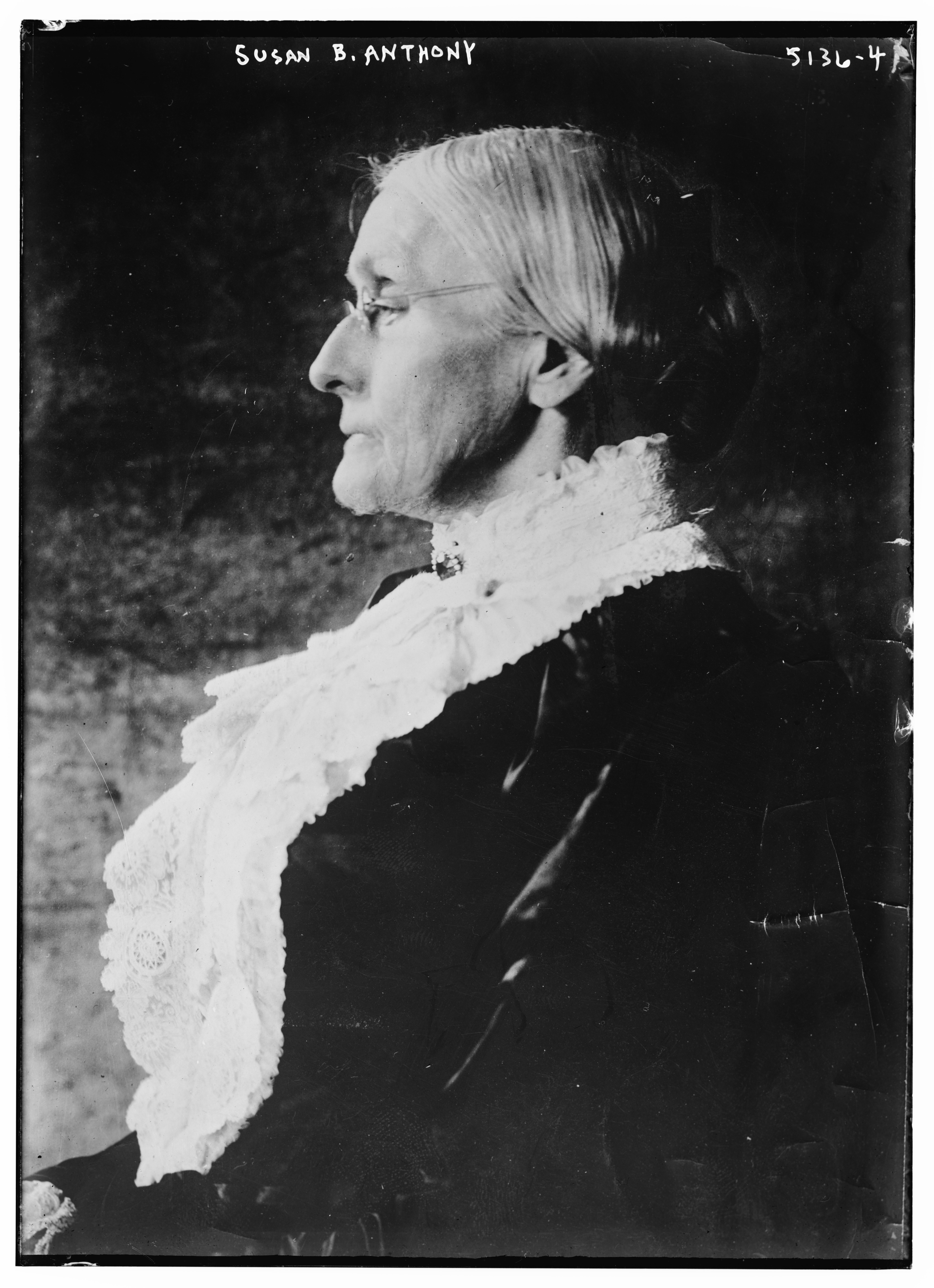
Susan B. Anthony

Als Teenager ging Anthony auf Partys und sie bekam auch Heiratsanträge, als sie älter war. Aber es gibt keinen Bericht, dass sie je eine Liebesaffäre hatte. Sie liebte jedoch Kinder und half beim Aufziehen der Kinder im Haushalt der Stantons.
Journalisten baten Anthony wiederholt, zu erklären, warum sie nie geheiratet hatte. Zu einem sagte sie:
I never felt I could give up my life of freedom to become a man’s housekeeper. When I was young, if a girl married poor, she became a housekeeper and a drudge. If she married wealth she became a pet and a doll. Just think, had I married at twenty, I would have been a drudge or a doll for fifty-nine years. Think of it!
(deutsch: „Ich hatte nie das Gefühl, ich könnte mein freies Leben aufgeben, um die Haushälterin eines Mannes zu werden. Als ich jung war, wurde ein Mädchen, wenn es arm heiratete, eine Hausfrau und eine Arbeitssklavin. Wenn es reich heiratete, wurde es ein Haustierchen und ein Püppchen. Denken Sie nur, wenn ich mit zwanzig geheiratet hätte, wäre ich 59 Jahre lang eine Arbeitssklavin oder eine Puppe gewesen. Stellen Sie sich das vor!“)
Anthony war entschieden gegen die Gesetze, die den Ehemännern die komplette Kontrolle in der Ehe gaben. Blackstones Kommentare, zu jener Zeit die Grundlage für das Zivilrecht in den meisten Bundesstaaten, stellten fest: „By marriage, the husband and wife are one person in law: that is, the very being or legal existence of the woman is suspended during the marriage“
(deutsch: „Durch die Heirat werden Ehemann und Ehefrau vor dem Gesetz zu einer Person; das bedeutet, dass das echte Sein oder die legale Existenz der Frau während der Ehe aufgehoben ist.“)

### Haltung zur Abtreibung
Anthonys politische Position zur Abtreibung wurde zum Gegenstand eines Disputs. Einige Pro-Life-Aktivisten und Aktivistinnen behaupteten, sie würde die Pro-Life-Position in der modernen Abtreibungsdebatte stützen. Diese Aktivisten zitieren bestimmte Worte und Phrasen, die sie gebraucht hat, aber oft aus dem Zusammenhang gerissen wurden.
Ann D. Gordon, eine führende wissenschaftliche Autorität zu Anthony, hat die Anstrengung, Anthony als jemanden darzustellen, der die moderne Pro-Life-Bewegung unterstützen würde, folgendermaßen kritisiert: „The result is what historians call 'invented memory'—history without foundation in the evidence but with modern utility.“ (deutsch: Das Ergebnis ist etwas, was Historiker „Erfundene-Erinnerungs-Geschichte“ nennen, ohne Quellengrundlage, aber mit modernem Nutzen.")

## Tod und Postumes

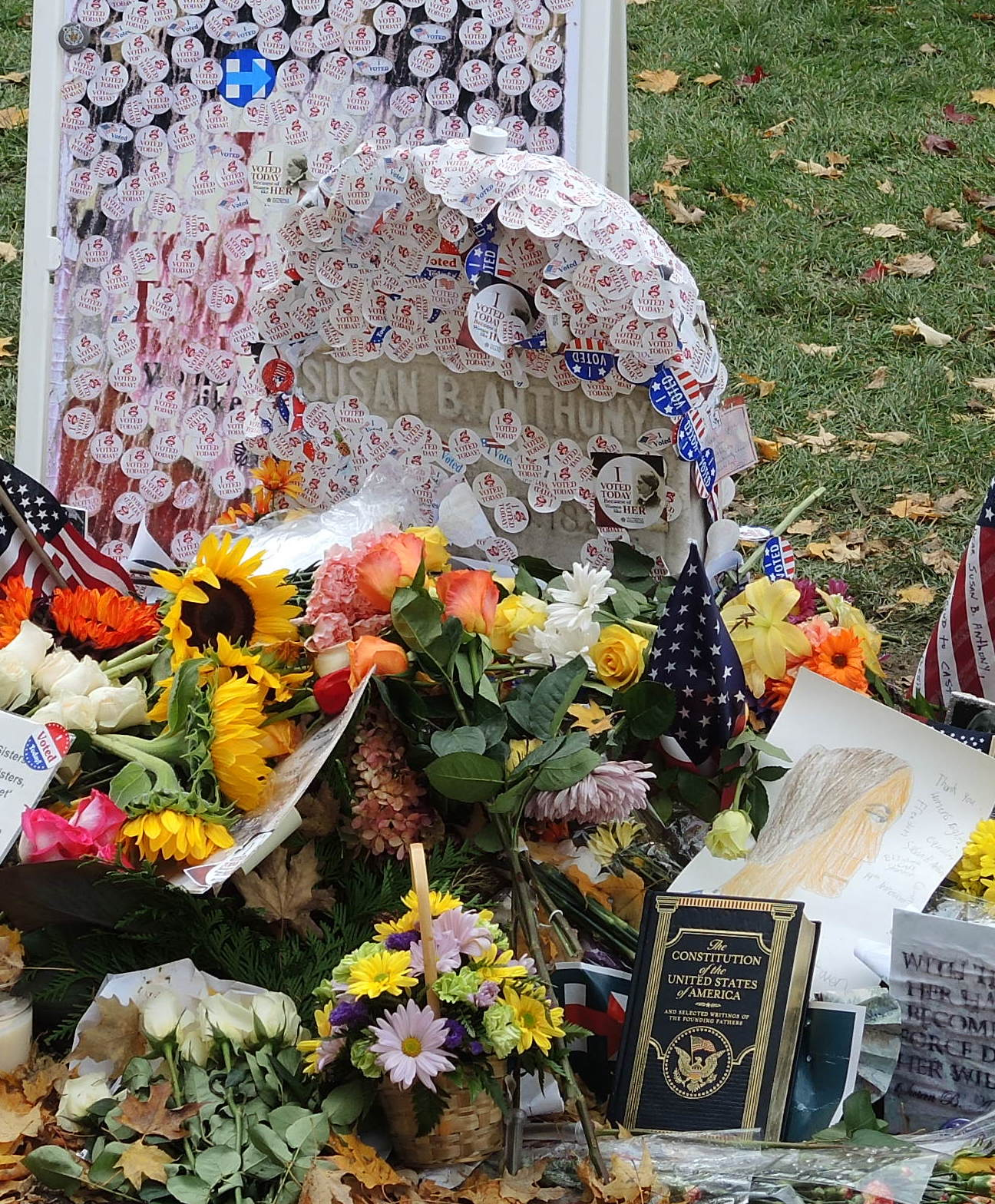
Susan B. Anthonys Grabstein auf dem Mount Hope Cemetery am Tag nach der Präsidentschaftswahl 2016

Susan B. Anthony starb im Alter von 86 Jahren an Herzversagen und Lungenentzündung, am 13. März 1906 in ihrem Heim in Rochester. Sie wurde im „Mount Hope Cemetery“ in Rochester begraben. Bei ihrer Geburtstagsfeier in Washington D.C. einige Tage zuvor hatte Anthony von jenen gesprochen, die mit ihr für die Frauenrechte gearbeitet hatten:
There have been others also just as true and devoted to the cause — I wish I could name every one — but with such women consecrating their lives, failure is impossible!
(deutsch: „Es hat viele andere gegeben, die der Sache gegenüber ebenso getreu und ergeben waren — ich wünschte, ich könnte jeden Namen nennen — aber mit solchen Frauen, die ihr Leben aufopfern, ist Scheitern unmöglich!“)
„Scheitern ist unmöglich“ wurde schnell eine Parole für die Frauenbewegung.
Anthony erlebte die Erlangung des Frauenwahlrechts auf nationaler Ebene nicht mehr, aber sie äußerte immer ihren Stolz auf den Fortschritt, den die Frauenbewegung gemacht hatte. Zum Zeitpunkt ihres Todes hatten Frauen das Wahlrecht in Wyoming, Utah, Colorado und Idaho erreicht, mehrere größere Staaten folgten bald danach. Gesetzliche Rechte für verheiratete Frauen waren in den meisten Bundesstaaten etabliert worden und die meisten Berufe hatten zumindest ein paar weibliche Mitglieder. 36.000 Frauen besuchten die Colleges und Universitäten, verglichen mit null einige Jahrzehnte zuvor. Zwei Jahre vor ihrem Tod sagte Anthony: The world has never witnessed a greater revolution than in the sphere of woman during this fifty years. (deutsch: „Die Welt hat nie eine größere Umwälzung erlebt als die in der Sphäre der Frau während der letzten fünfzig Jahre.“)
Ein Teil der Revolution lag nach Anthonys Ansicht in den Denkmustern. In einer Rede von 1889 bemerkte sie, dass Frauen immer belehrt worden waren, dass ihre Bestimmung sei, dem Mann zu dienen. Aber sie fügte hinzu: Now, after 40 years of agitation, the idea is beginning to prevail that women were created for themselves, for their own happiness, and for the welfare of the world. (deutsch: Nun, nach 40 Jahren der Beeinflussung, beginnt die Vorstellung zu überwiegen, dass Frauen um ihrer selbst willen geschaffen wurden, für ihr eigenes Glück und für die Wohlfahrt der Welt")
Anthony war überzeugt, dass das Frauenwahlrecht erreicht werden würde, aber sie fürchtete, dass die Leute vergessen würden, wie schwer der Weg zu ihm war, so wie sie ja gerade dabei waren, die Opfer der jüngsten Vergangenheit zu vergessen:
We shall someday be heeded, and when we shall have our amendment to the Constitution of the United States, everybody will think it was always so, just exactly as many young people think that all the privileges, all the freedom, all the enjoyments which woman now possesses always were hers. They have no idea of how every single inch of ground that she stands upon today has been gained by the hard work of some little handful of women of the past.
(deutsch: „Uns wird eines Tages Beachtung geschenkt werden, und wenn wir unser Amendment zur Verfassung der Vereinigten Staaten haben werden, wird jedermann denken, dass es immer so war, genau so, wie viele junge Leute meinen, dass all die Vorrechte, all die Freiheiten, all die Vergnügungsmöglichkeiten, die die Frau nun besitzt, schon immer die ihren waren. Sie haben keine Vorstellung, wie jeder einzelne Zoll des Grundes, auf dem sie heute steht, durch harte Arbeit einer kleinen Handvoll von Frauen der Vergangenheit errungen werden musste.“)
Das 19. Amendment, der das Recht der amerikanischen Frauen zu wählen garantiert, ist auch heute noch allgemein als das „Susan-B.-Anthony-Amendment“ bekannt. Nachdem es 1920 ratifiziert worden war, wurde die „National American Woman Suffrage Association“, deren Charakter und Verbandsziel stark von Anthony beeinflusst waren, umgewandelt in die League of Women Voters, die noch heutzutage eine aktive Kraft in der Politik der Vereinigten Staaten ist.
US-Präsident Donald Trump begnadigte, nachdem er die US-Präsidentschaftswahl am 3. Dezember 2020 verloren hatte, Anthony postum.

## Ehrungen und Gedenken (Auswahl)

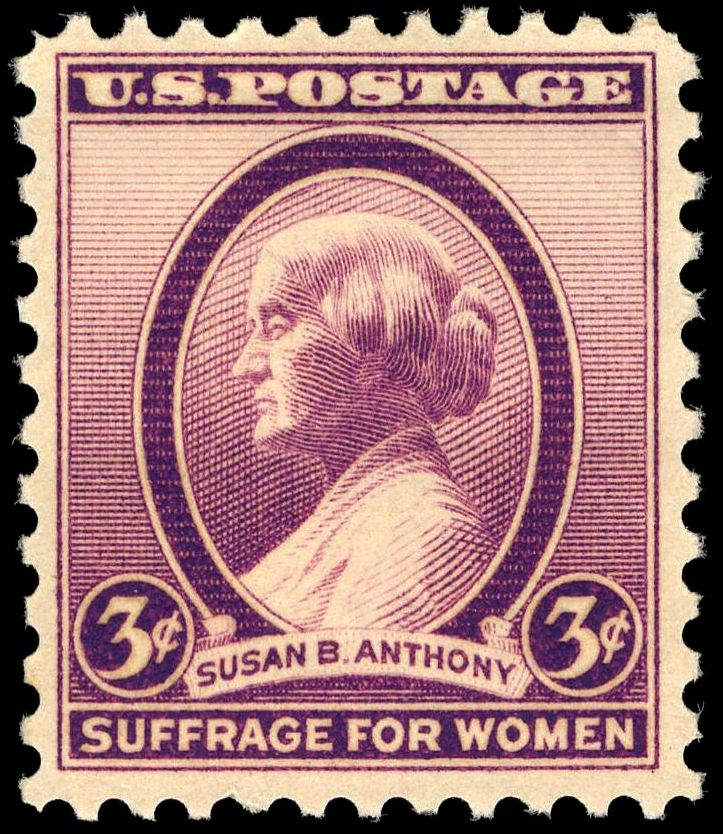
Gedenkbriefmarke von Susan B. Anthony, 1936 herausgegeben

Das U.S. Post Office gab seine erste Briefmarke zu Ehren von Anthony 1936 heraus. Es war der sechzehnte Geburtstag des 19. Amendments, das das Wahlrecht für Frauen absicherte. Eine zweite Briefmarke erschien im April 1958.
Susan B. Anthony ist eine der drei Frauen, deren Büsten Bestandteil des Suffragetten-Denkmals The Portrait Monument in der Rotunde des United States Capitols sind.
Bis heute zirkuliert in den USA der zu ihren Ehren aufgelegte Susan-B.-Anthony-Dollar, eine Ein-Dollar-Münze.
Ihr ehemaliges Wohnhaus, das Susan B. Anthony House in Rochester, ist Bestandteil des Votes For Women Historic Trails.
Sie fand Eingang in die Bildende Kunst des 20. Jahrhunderts. Die feministische Künstlerin Judy Chicago widmete ihr in ihrer Arbeit The Dinner Party eines der 39 Gedecke am Tisch.
Der „Susan B. Anthony Day“ ist ein Feiertag im Andenken an die Geburt von Anthony und an das Frauenwahlrecht in den Vereinigten Staaten. Der Feiertag ist der 15. Februar – Anthonys Geburtstag. Er wird in einigen Bundesstaaten begangen.